# Hohenzollern di Svevia

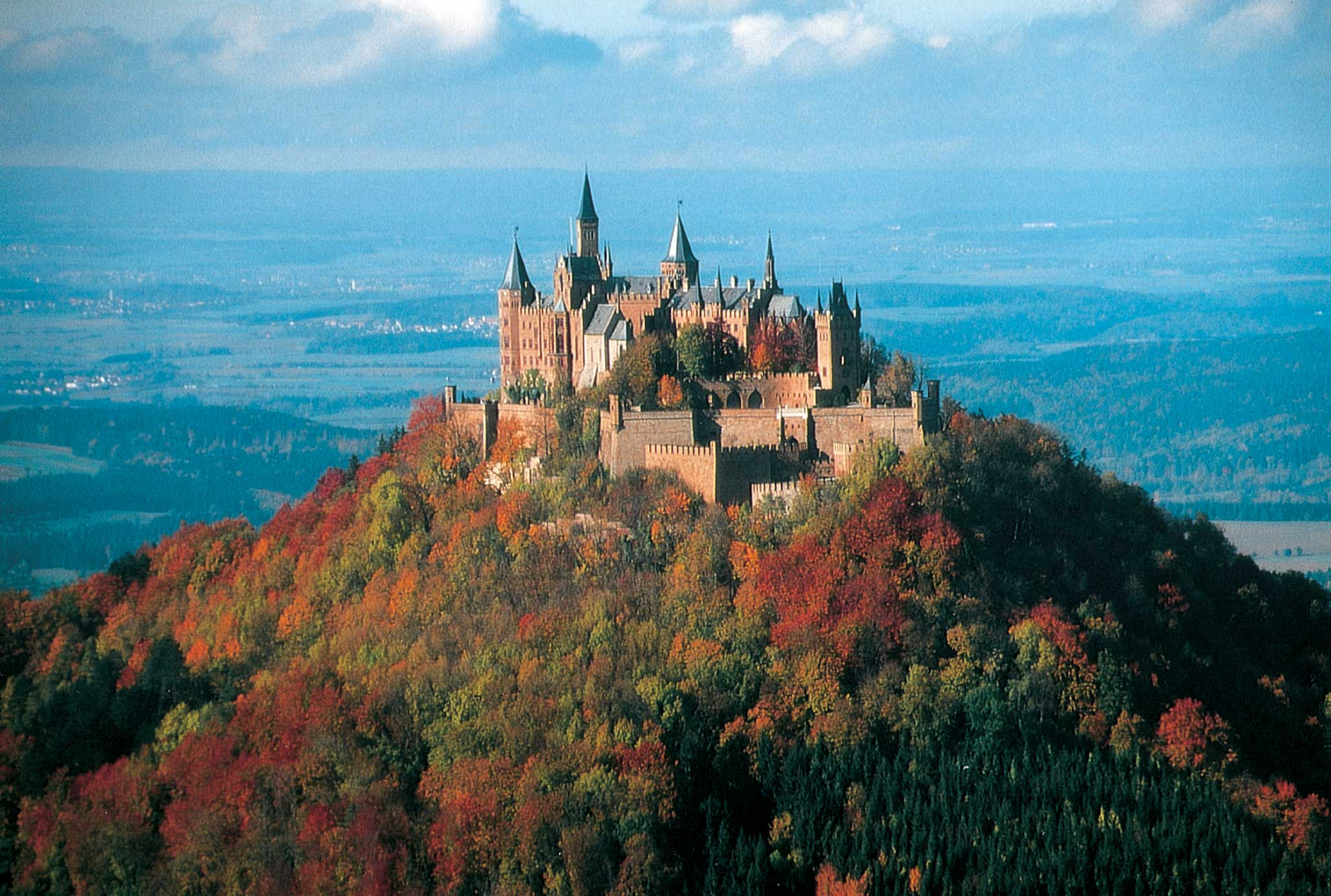
Castello di Hohenzollern.

Gli Hohenzollern svevi sono i membri della casata Hohenzollern, che sono storicamente associati alla contea di Zollern con il castello Hohenzollern vicino a Hechingen nell'odierno Baden-Württemberg e che nel corso del tempo non lasciarono le terre ancestrali sveve. Con Burcardo e Wezil, un monaco menzionò per la prima volta la dinastia in una cronaca nel 1061. Nel 1576 furono create le due contee di Hohenzollern-Hechingen e Hohenzollern-Sigmaringen, dalle quali nel 1623 si formarono i principati di Hohenzollern-Hechingen e Hohenzollern-Sigmaringen. Attualmente esiste solo la linea Hohenzollern-Sigmaringen.
Oltre agli Hohenzollern svevi, esistono ancora oggi gli Hohenzollern brandeburghesi-prussiani, che furono imperatori tedeschi e re di Prussia. Questi Hohenzollern emersero all'inizio del XV secolo come Hohenzollern di Brandeburgo dagli Hohenzollern franconi. Gli Hohenzollern franconi, a loro volta, si separarono dagli Hohenzollern svevi all'inizio del XIII secolo.

## Storia

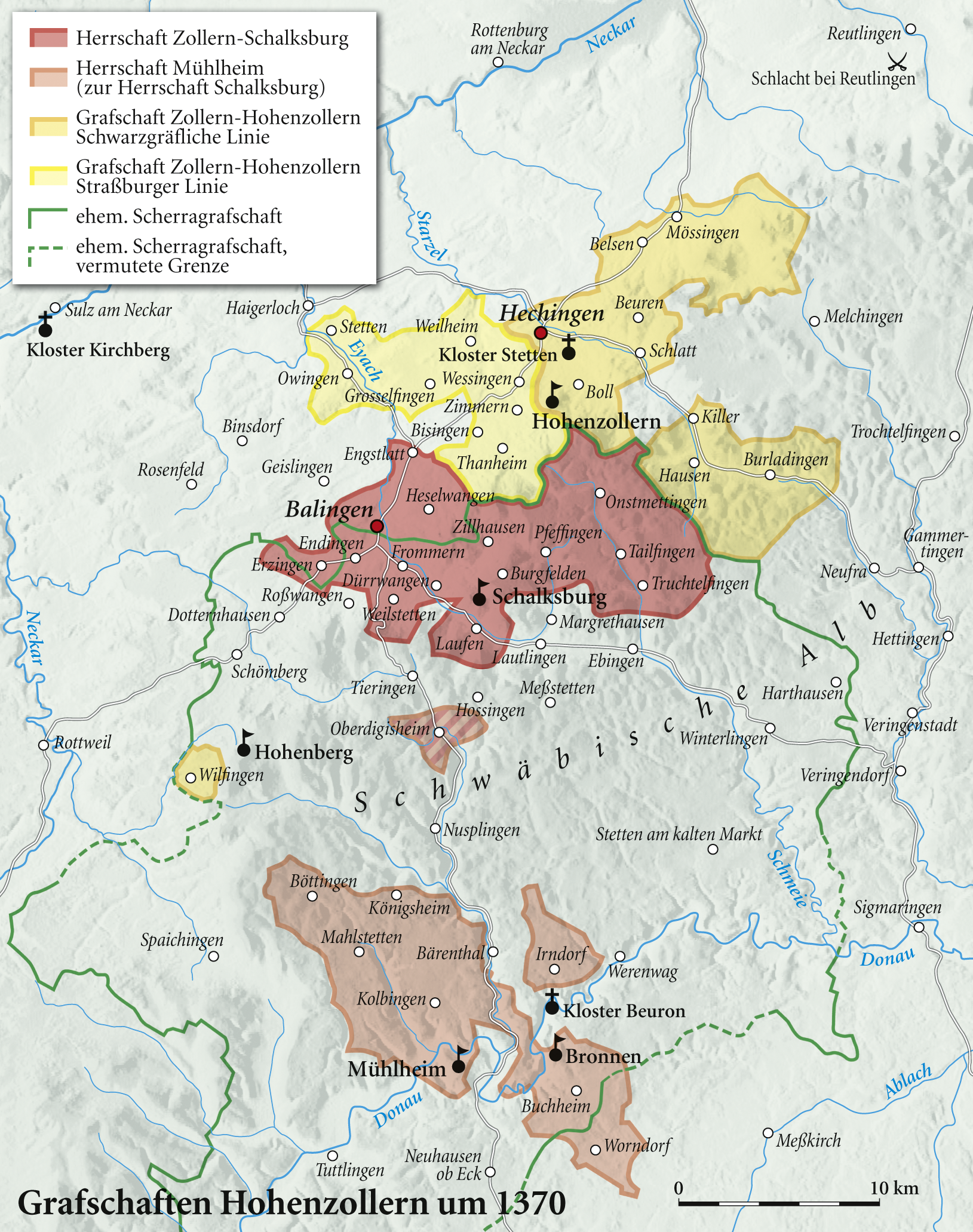
I possedimenti dei rami della famiglia intorno al 1370.

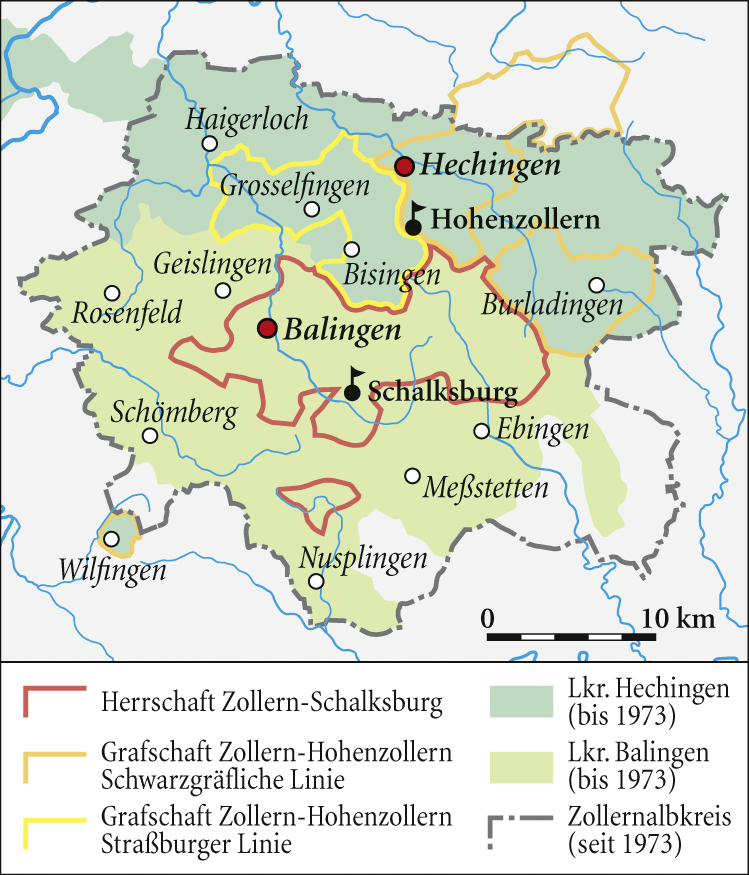
Gli antichi possedimenti degli Zollern nell'area dell'attuale circondario dello Zollernalbkreis.

### I conti di Zollern nel Medioevo

#### Prima menzione
Gli Zollern appartengono alle più antiche e importanti famiglie nobili sveve. Gli Zollern sono menzionati per la prima volta nella cronaca di Bertoldo di Reichenau per l'anno 1061, quando cita Burchardus e Wezil "de Zolorin", che erano caduti in battaglia. Wezil sta per Werner (Guarniero). Il Totenbuch di San Gallo cita il 29 agosto come data di morte. L'origine e le relazioni familiari degli Zollern sono incerte. Gli Edelfrei di Zollern furono una delle prime famiglie della Germania meridionale a prendere il nome dalla loro sede ancestrale, la montagna di Hohenzollern vicino a Hechingen.

Le menzioni in relazione all'abbazia di Reichenau suggeriscono che gli Zollern arrivarono al potere come amministratori dei beni della chiesa di Reichenau. In ogni caso, è certo che c'era una stretta connessione con il monastero sul lago di Costanza nel primo periodo. Ulrico di Zollern morì come abate di Reichenau nel 1136, e in seguito numerosi Zollern vi entrarono come monaci.

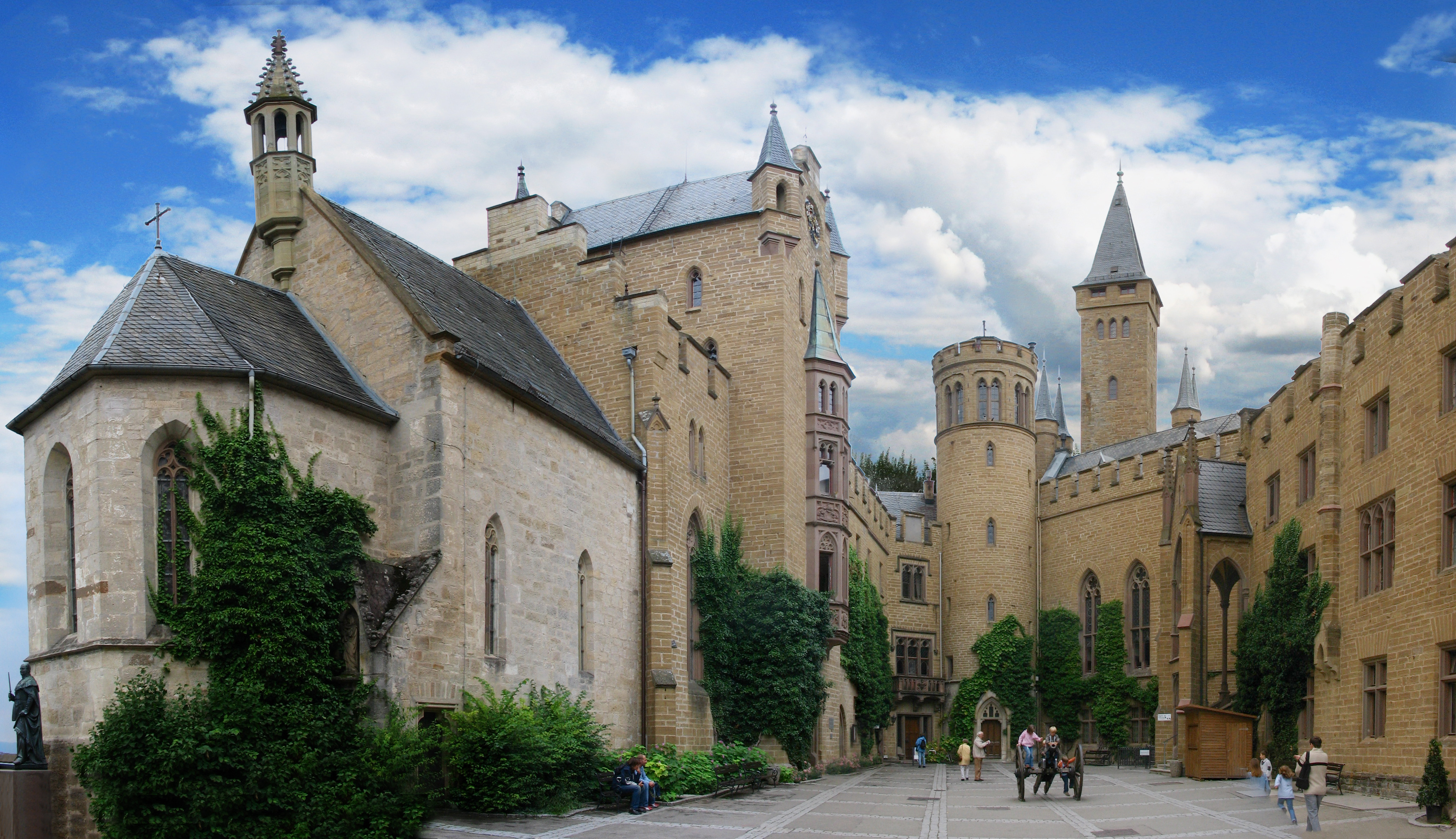
Cortile interno del castello di Hohenzollern
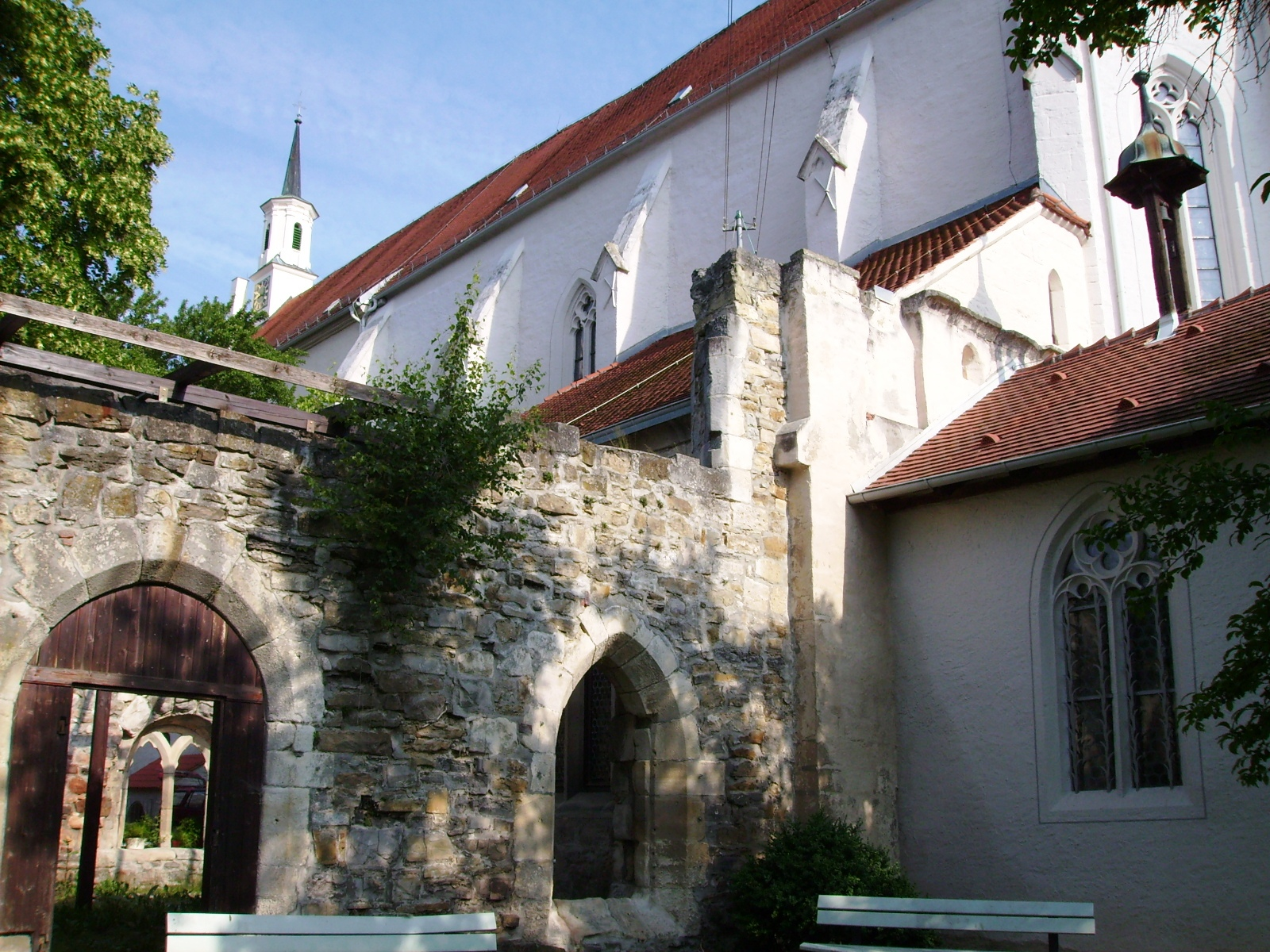
Chiesa del monastero di Hechingen-Stetten (luogo di sepoltura ereditario)

#### Servizio per il regno e la chiesa
Adalberto di Zollern partecipò alla fondazione dell'abbazia di Alpirsbach intorno al 1095. Intorno al 1111, gli Zollern ottennero i diritti di conte dall'imperatore Enrico V. Nel XII secolo, appaiono principalmente alle diete territoriali (Landtag) dei duchi di Svevia e presso gli Hoftagen degli Staufer in relazione agli affari svevi. Si presume quindi che i diritti comitali possano basarsi su un feudo del ducato di Svevia. Tuttavia, gli Zollern erano rappresentati sia nelle diete territoriali degli Zähringer che nelle diete territoriali di Enrico il Leone per i feudi vicino a Ravensburg. Intorno al 1125, possedevano un dominio con i propri ministeriali. Usarono gli uffici che tenevano al servizio dell'impero e della chiesa, e i beni della chiesa che amministravano, per stabilire un dominio aristocratico. Il medievalista Dieter Mertens descrive gli Zollern come una «vecchia nobiltà in una nuova formazione».
A causa dell'estinzione dei vicini conti di Gammertingen e Haigerloch e del declino dei conti di Veringen e del conte palatino di Tubinga, il loro territorio poté crescere ulteriormente. Nella seconda metà del XII secolo, i possedimenti degli Zollern raggiunsero la loro massima estensione: essi si estendevano dall'alto Neckar all'alto Danubio e al centro era posto il castello di Zollern. Ma di volta in volta, le divisioni e le dispute di eredità mettono in pericolo la dinastia Zollern. Dopo il 1179, gli Hohenberger si separarono dagli Zollern in un ramo collaterale e divennero i successori della contea di Haigerloch. Nel periodo successivo presero il nome dal castello di Hohenberg vicino a Schörzingen e acquistarono terreni a Rottenburg. Successivamente ricevettero, tra l'altro, le aree intorno a Tubinga e Calw. A causa della separazione degli Hohenberg, le parti occidentali dei possedimenti degli Zollern furono perse.

#### Gefolgschaftdegli Staufer e divisione dei lignaggi
Federico III di Zollern era un fedele seguace degli imperatori Hohenstaufen Federico I Barbarossa ed Enrico VI; intorno al 1185 sposò Sofia di Raabs, figlia del burgravio di Norimberga Corrado II di Raabs. Era molto rispettato nel consiglio degli imperatori Hohenstaufen. Dopo la morte di suo suocero, che non lasciò discendenti maschi, Federico fu infeudato con il burgraviato di Norimberga da Enrico VI nel 1191. I suoi figli si divisero i beni: il più anziano, Corrado I di Nürnberg-Zollern, ricevette in cambio dal fratello minore il burgraviato di Norimberga intorno al 1218 e fondò la linea francone degli Hohenzollern, da cui in seguito emerse la linea brandeburghese-prussiana, mentre il fratello minore, il conte Federico IV di Hohenzollern, continuò la linea sveva.
La nobile stirpe degli Shenken di Stauffenberg fornì i coppieri dei conti di Zollern nel XIII secolo. L'abbazia di Alpirsbach era troppo lontano da Hechingen e non poteva essere considerato come luogo di sepoltura. Pertanto, il 9 gennaio 1267, l'abbazia di Stetten, posta sotto il vecchio castello di Zollern, fu designata come Hauskloster e luogo di sepoltura ereditario degli Zollern da una fondazione del conte Federico V l'Illustre, e della sua ricca moglie Uodelhilt di Dillingen. Per due secoli, la chiesa del monastero servì come luogo di sepoltura dei conti di Hohenzollern.

#### Distribuzione dell'eredità e della signoria di Schalksburg
A metà del XIII secolo, sorse una disputa sull'ex contea di Scherra tra i conti di Hohenberg, di Zollern, di Urach, di Württemberg e i Veringen. Nel 1267 è documentato un attacco degli Zollern ad Haigerloch, che si concluse vittoriosamente per gli Zollern. Si presume che si fossero già svolte battaglie a Ebingen, Schömberg, Rottenburg, Horb e Hechingen, in cui, tra l'altro, Binsdorf e Schömberg passarono in possesso di Hohenberg. Mentre Alberto di Hohenberg era a Stoccarda con il re Rodolfo d'Asburgo, il 23 ottobre 1286 ci fu un violento scontro tra lo Zollern e conte Federico VI di Zollern ed il fratello di Alberto, Burcardo, nei pressi di Balingen; Federico ne uscì vittorioso e da allora in poi Balingen fu degli Zollern. Nel 1286 una riconciliazione tra gli Zollern e i Hohenbergern ebbe luogo a Rottweil verso Natale alla presenza del re, ma ciò non durò a lungo. Il conte Federico V aveva già concesso ai suoi due figli i diritti di co-reggenza mentre era ancora in vita. Anche prima della sua morte, la signoria di Schalksburg e la signoria di Mühlheim andarono in eredità a suo figlio minore, Federico il Giovane, detto di Merckenberg, fondando la linea dei conti di Zollern-Schalksburg. Federico VI, detto il Cavaliere, assunse il governo di Zollern-Hohenzollern dal maggio 1288. Federico V morì il 24 maggio 1289 e fu sepolto nel monastero di Stetten.

#### Sovraindebitamento e ricostruzione
I conti Federico IX detto il Conte Nero e suo fratello Federico detto di Strasburgo fondarono altre due linee collaterali nel 1344. Federico di Strasburgo era inizialmente canonico di Strasburgo, ma tornò allo stato secolare e si sposò nel 1343, motivo per cui il Conte Nero condivise con lui l'eredità dei genitori. Di conseguenza, anche le proprietà intorno al castello di Hohenzollern nelle terre ancestrali in Svevia furono divise tra il Conte Nero e lo Strasburgo. Il medio dei tre fratelli Federico di Zollern, detto Ostertag (II) (in italiano Giorno di Pasqua), era canonico di Augusta ed un cavaliere di San Giovanni. Nella divisione dell'eredità del 1344 fu compensato con beni di appannaggio e rinunciò all'eredità.
I conti di Hohenzollern ebbero presto gravi problemi economici. Il conte Eberardo II di Württemberg acquisì il pegno sulla città di Hechingen nel 1388. I conti di Zollern si impegnarono ad essere suoi partigiani per i successivi sei anni e ad aprirgli la città ed il loro castello ancestrale. Nel 1402, il possesso della linea di Strasburgo fu poi divisa tra i conti Federico XII, detto Öttinger, e suo fratello Eitel Federico I. Nel 1403 l'unico figlio del conte Federico V di Zollern-Schalksburg, detto Mülli, morì. Suo padre, completamente indebitato, decise quindi di vendere il suo dominio ai Württemberg per 28.000 Gulden. I suoi parenti non sarebbero stati in grado di raccogliere questi fondi, e la vendita è la base storica della leggenda degli Hirschgulden. Con la morte di Mülli nel 1408, la linea di Schalksburg si estinse e il dominio intorno a Balingen fu perso dai conti di Zollern; il dominio di Mühlheim era già stato ceduto ai signori di Weitingen nel 1391.
Quando anche la linea del Conte Nero si estinse nel 1412, le controversie tra i fratelli Federico XII ed Eitel Federico I si trasformarono in una faida, portando quasi alla rovina le terre ancestrali. Gli Öttinger vendettero tutti i loro possedimenti al Württemberg nel 1415. Ma questo non era sufficiente per soddisfare i loro creditori. Il tribunale di Rottweiler pronunciò un otto (Acht) su di lui. Fallito un tentativo di mediazione da parte dei cugini brandeburghesi, le città imperiali sveve e la contessa Enrichetta di Württemberg eseguirono gli Acht nel 1423 conquistando e distruggendo il castello di Hohenzollern. Dopo la sua liberazione dalla prigionia, Federico, che era in inimicizia con suo fratello, morì durante un viaggio in Terra santa. Anche suo fratello Eitel Federico I diede in pegno la sua parte della contea al Württemberg e riconobbe la successione a questo nel trattato di Gröningen del 1429 se non avesse avuto un figlio. Nel 1433, tuttavia, all'età di quasi 50 anni, generò il suo erede, Jobst Nicolao I, e prima della sua morte, avvenuta nel 1439, riuscì a riacquistare metà del suo patrimonio. Nel 1454 il conte Jost Nicolao I riuscì ad ottenere dall'imperatore il permesso di ricostruire il castello vincendo l'opposizione dell'Associazione delle Città Sveve (Schwäbischen Städtebundes). Fu sostenuto finanziariamente dal margravio Alberto Achille di Brandeburgo. Riuscì anche a sciogliere il contratto successorio con il Württemberg. Nel 1467 acquisì le città di Rangendingen e Steinhofen e nel 1473 Jungingen e Hörschwag. Fu sepolto come ultimo conte di Zollern nel 1488 nell'abbazia di Stetten. In seguito, la chiesa collegiata divenne luogo di sepoltura.

### Età della Riforma

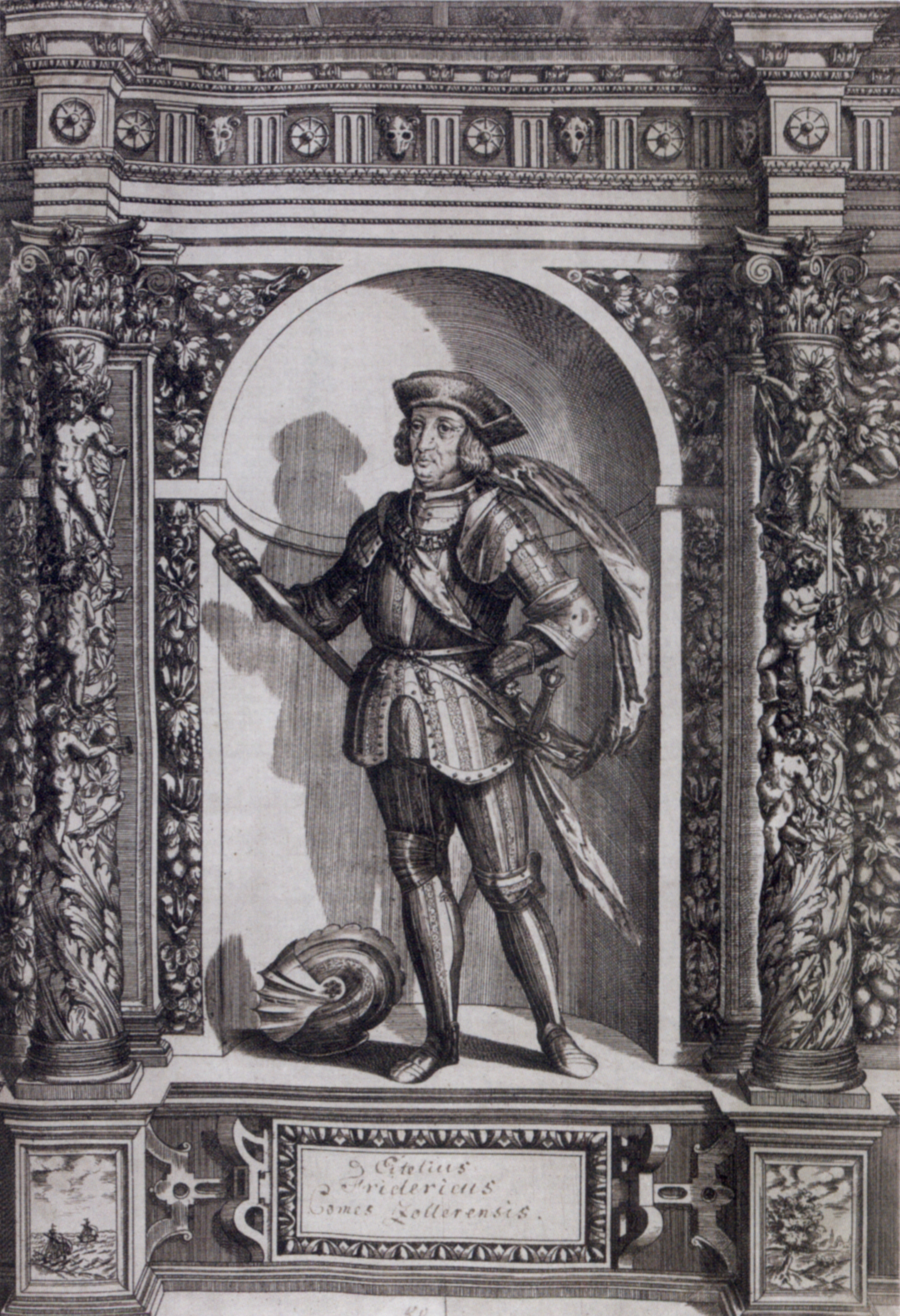
Eitel Federico II, conte di Zollern.

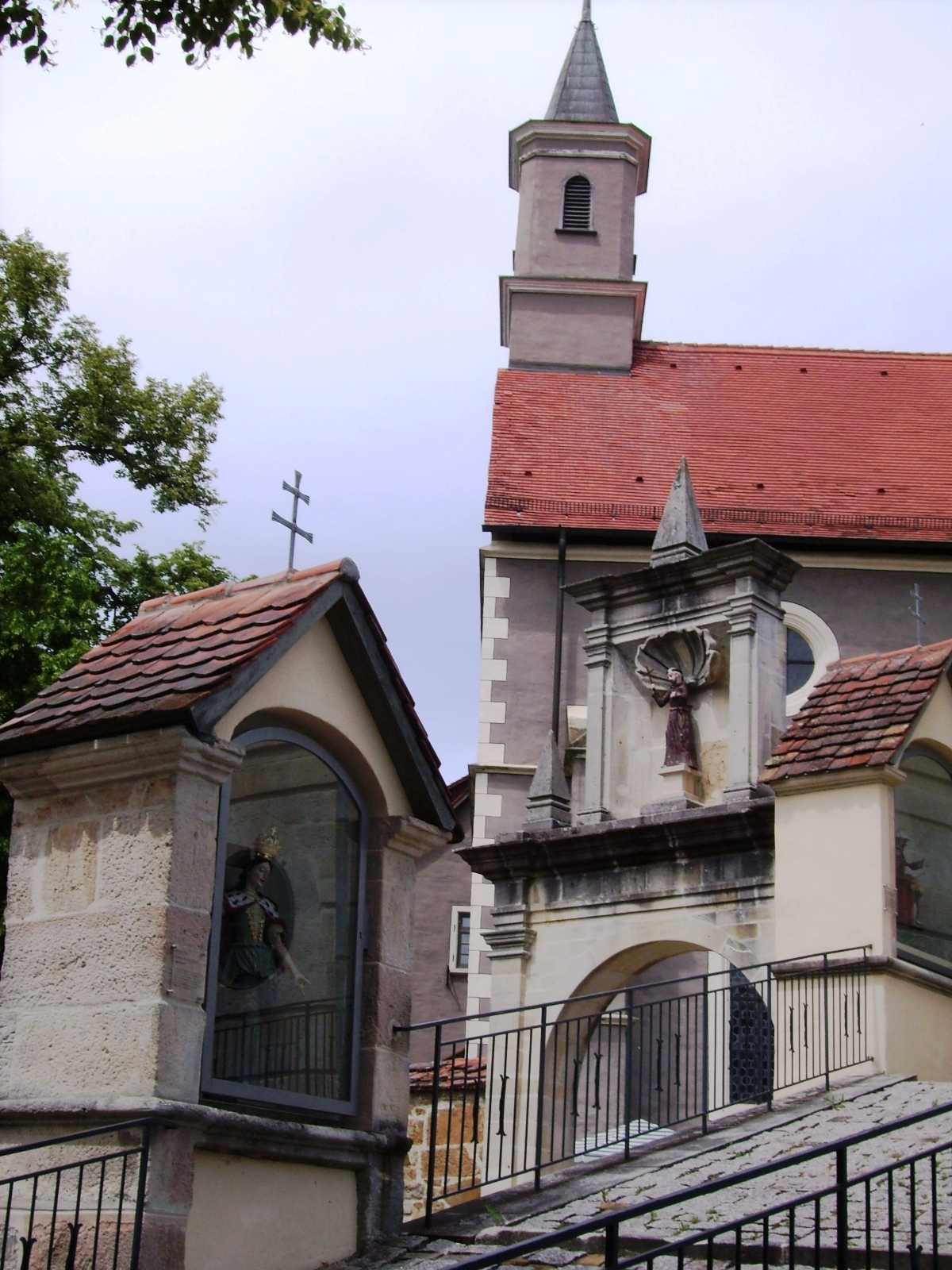
Abbazia di St. Luzen, fondato dal conte Eitel Federico IV.

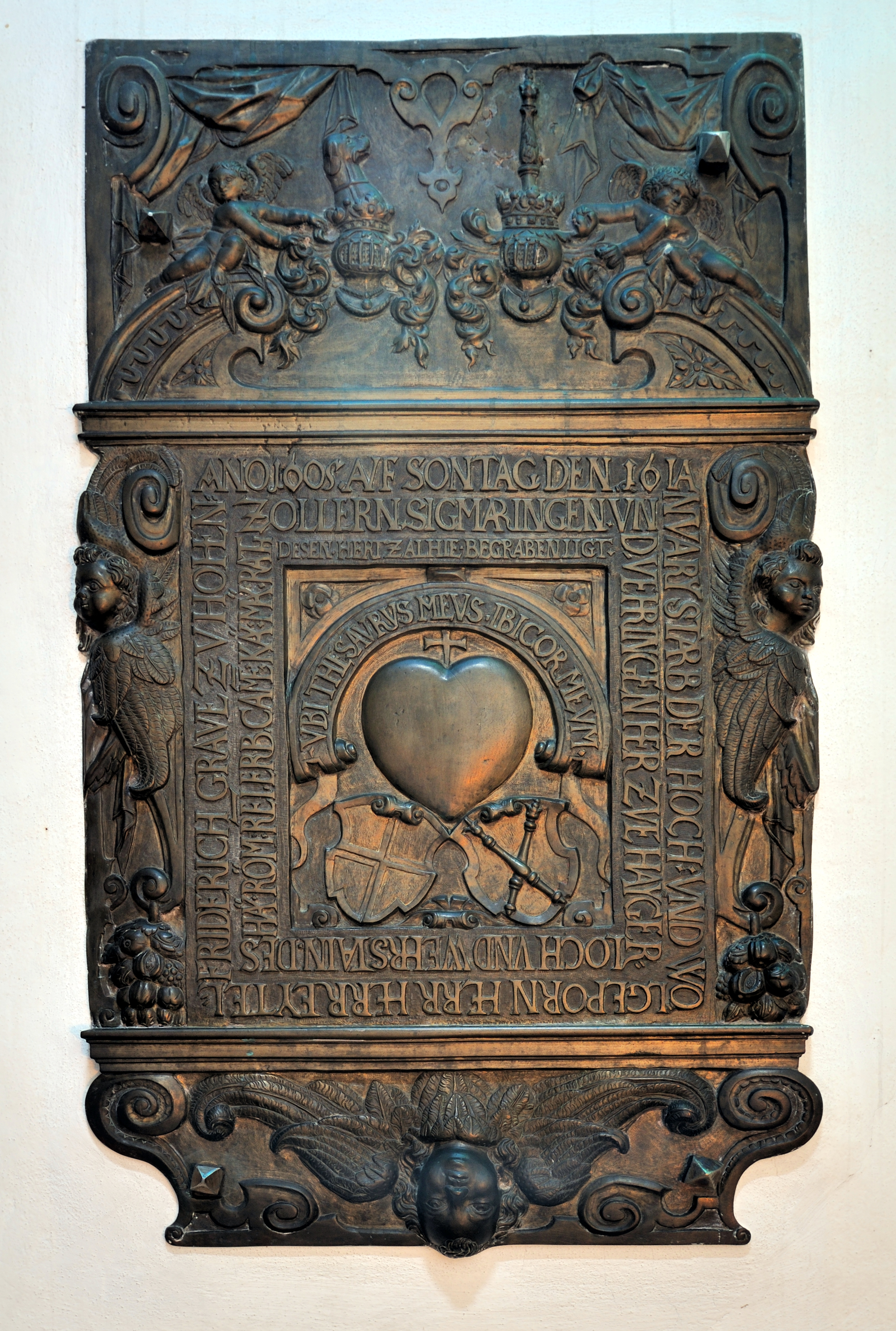
"Ubi thesaurus meus, ibi cor meum", targa in bronzo nella chiesa dell'abbazia di St. Luzen.

#### Al servizio degli Asburgo
I conti di Zollern erano i dominatori e i più grandi proprietari terrieri del loro territorio. Per molti anni furono al servizio degli Asburgo e ricoprirono le più alte cariche del Sacro Romano Impero. Il futuro imperatore Massimiliano I d'Asburgo visitò il castello di Hohenzollern da bambino nel 1466 e divenne amico del conte Eitel Federico II. Nel 1497 quest'ultimo riuscì ad ottenere per la contea la signoria di Haigerloch scambiandola con la signoria di Rhäzüns. Con il titolo di Kammerrichter, divenne il primo presidente del tribunale della camera imperiale e nel 1504 ricevette la carica di Reichserbkämmerer ed emise l'hohenzollerische Landesordnung come codice di legge per il suo territorio. Suo nipote Carlo I fu anch'egli Reichserbkämmerer e in seguito presidente del Consiglio di corte imperiale. Nel 1535 ricevette la contea di Sigmaringen e la contea di Veringen come feudi austriaci dal suo padrino, l'imperatore Carlo V, in riconoscimento dei suoi servigi. Sotto Jobst Nicolao II, la contea ancestrale di Zollern acquisì il dominio di Heimburg con Grossselfingen, Owingen e Stetten. Quando Jobst Nicolao II morì nel 1558, Carlo I ereditò anche la contea ancestrale di Zollern con il governo di Haigerloch-Wehrstein. Nel 1575 Carlo I ordinò la divisione di tutti i suoi possedimenti. Dopo la sua morte nel 1576, la linea sveva di Hohenzollern si diramò ulteriormente nella linea maggiore di Hohenzollern-Hechingen per il primogenito, Eitel Federico IV, e nelle linee collaterali di Hohenzollern-Sigmaringen e di Hohenzollern-Haigerloch per i suoi fratelli minori Carlo II e Cristoforo.

Il figlio di Carlo, Eitel Federico IV, studiò con i gesuiti all'Università di Dillingen e all'Università di Bourges. In seguito, fu probabilmente al servizio del duca di Baviera Alberto V e strinse amicizia con il figlio, il duca Guglielmo V, legame che durò per tutta la vita. Fu reggente delle terre ancestrali degli Hohenzollern-Hechingen dal 1576 al 1605. Egli rifiutò vigorosamente la dottrina protestante e allo stesso tempo cercò di contrastare la presa del Württemberg sul suo piccolo territorio. È considerato il nuovo fondatore del convento domenicano di Rangendingen, che era caduto in rovina e abbandonato nel XVI secolo. Incoraggiato dal duca Guglielmo V di Baviera, costruì un monastero francescano vicino all'ex chiesa parrocchiale di Hechingen di St. Luzen. Nella città alta di Hechingen fece costruire un palazzo residenziale a quattro ali in stile rinascimentale. Eitel Federico morì nel 1605. Il suo cuore fu sepolto nella chiesa del monastero di St. Luzen. La targa commemorativa in bronzo nella cappella di Antonio reca l'iscrizione: “Ubi thesaurus meus, ibi cor meum” (“Dove giace il mio tesoro, là riposa il mio cuore”, frase che ricalca Luca 12, 34).

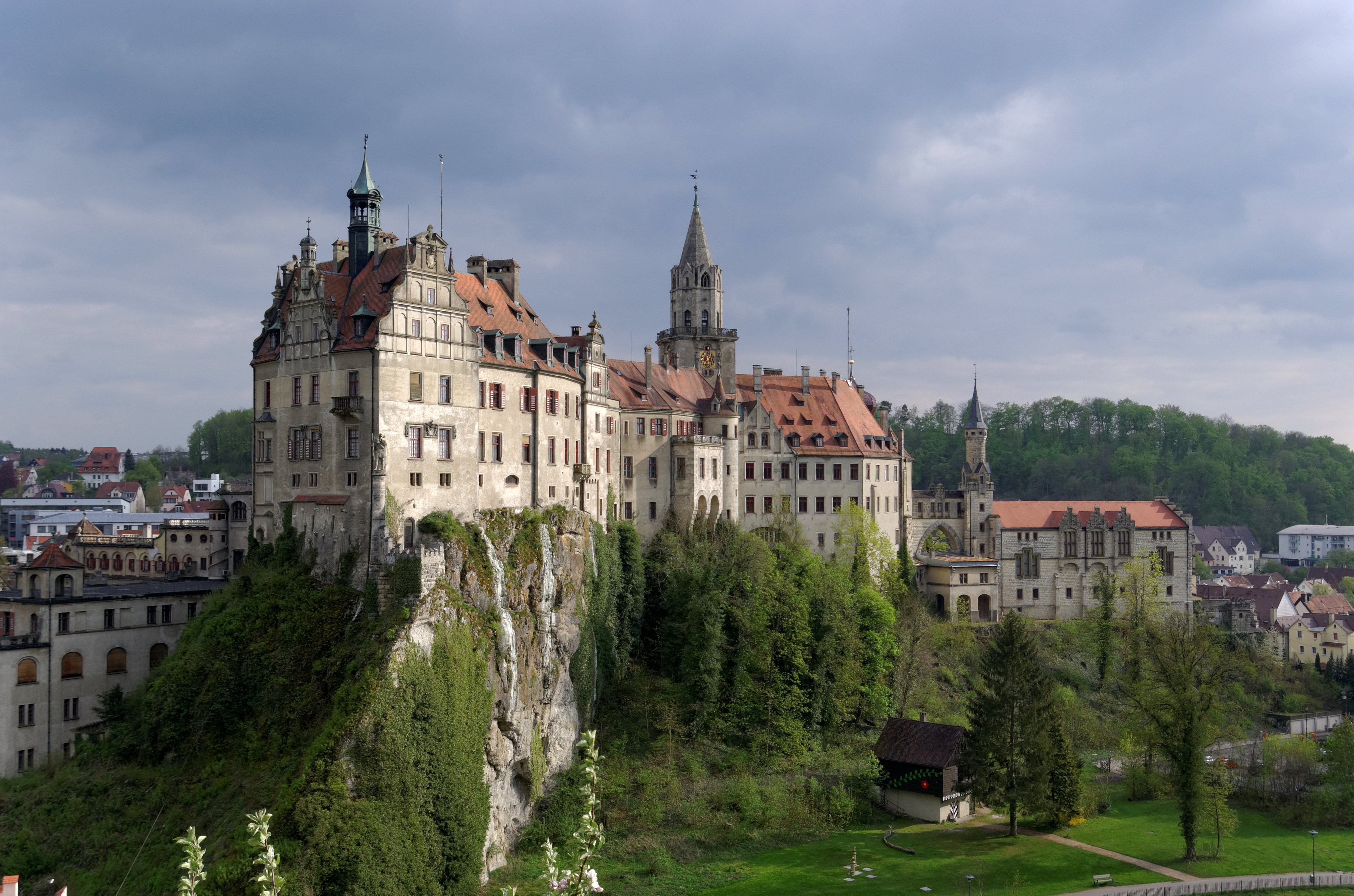
Castello di Sigmaringen
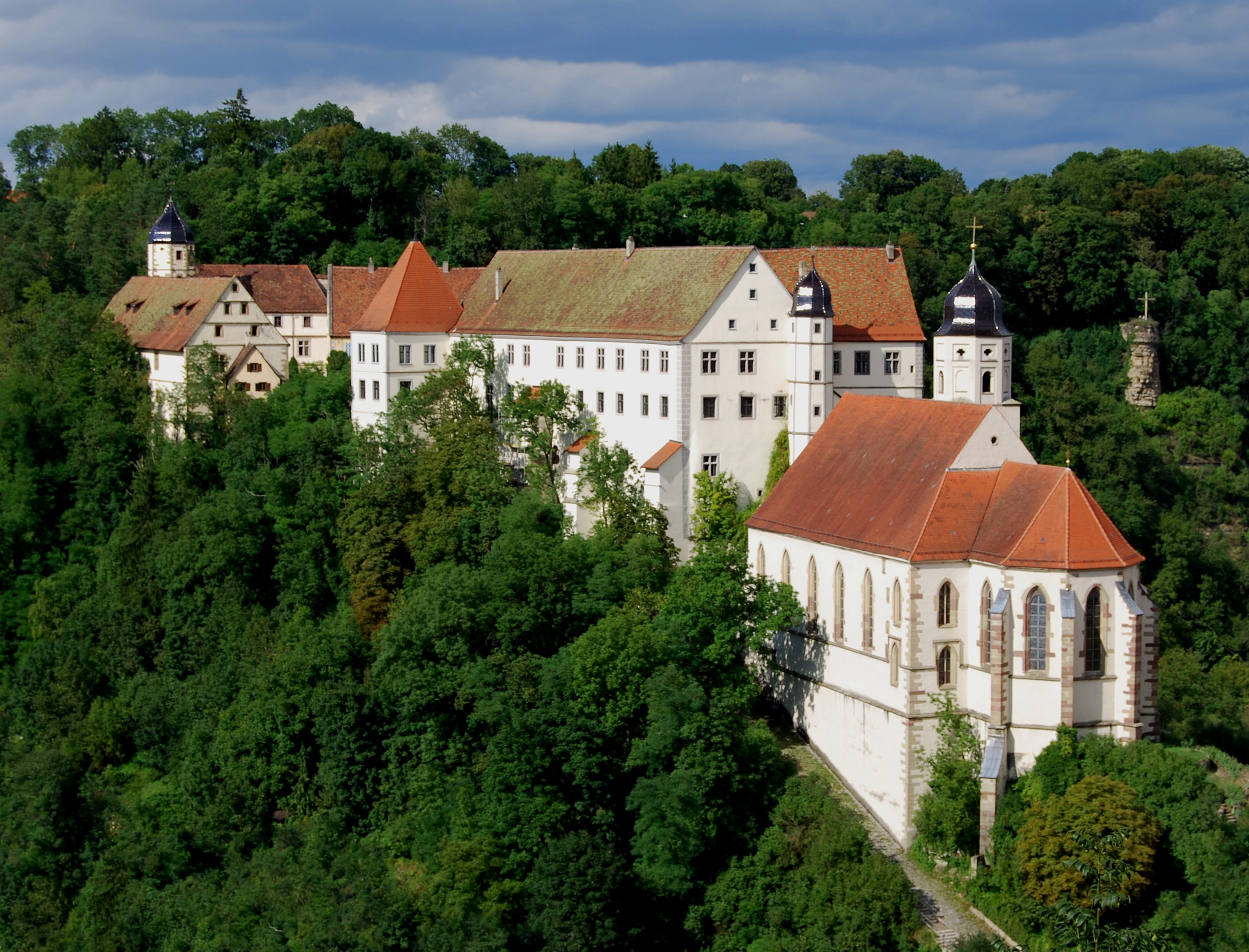
Castello di Haigerloch

#### Lega Cattolica
Durante la Riforma, gli Hohenzollern svevi, al contrario degli Hohenzollern dell'elettorato di Brandeburgo, rimasero cattolici secondo le regole della pace di Augusta (Cuius regio, eius religio). L'adiacente e molto più grande ducato di Württemberg divenne invece una roccaforte protestante. Le contee di Hohenzollern erano quindi in una posizione esposta nella crescente disputa confessionale. Durante la Guerra dei Trent'anni, si legarono strettamente al ducato di Baviera, precursore della Lega Cattolica. L'alleanza con il duca di Baviera Massimiliano I e l'imperatore cattolico Ferdinando II diede i suoi frutti. Dopo che la Boemia fu soggiogata nel 1623 e la Baviera stessa si elevò dal ducato all'elettorato, anche gli Hohenzollern svevi furono ricompensati con un aumento di rango.
La dieta imperiale di Ratisbona approvò l'elevazione dei due conti come colonne portanti della Casa d'Asburgo e della Lega cattolica allo status di principe ereditario. Il conte Giovanni Giorgio di Hohenzollern-Hechingen fu elevato a principe come suo cugino Giovanni di Hohenzollern-Sigmaringen. La linea di Haigerloch invece non ebbe un aumento di rango e si estinse nel 1634; il suo territorio fu assegnato al maggiore dei cugini, Giovanni di Hohenzollern-Sigmaringen, e quindi alla stirpe di Sigmaringer, secondo un decreto del conte Carlo I. L'emergere delle linee diHohenzollern-Sigmaringen e Hohenzollern-Hechingen rappresentò uno degli eventi più importanti nella storia degli Hohenzollern svevi. Cambiamenti storici rilevanti per la dinastia furono la separazione degli Hohenberger a metà del XII secolo e la vendita della signoria di Schalksburg nel 1403 ai Württemberg. I due principati di Hohenzollern-Sigmaringen e Hohenzollern-Hechingen esistettero fino al 1849 e divennero parte della Prussia nel 1850 come provincia di Hohenzollern.
Negli anni dal 1633 al 1634 la Guerra dei Trent'anni portò ad un altro assedio e alla conquista del castello di Hohenzollern da parte del duca protestante Eberardo III di Württemberg, che era sostenuto dalle truppe svedesi. Le truppe bavaresi costrinsero poi i Württemberg a ritirarsi nuovamente nel 1635, ma essi mantennero l'occupazione del castello, venendo riconoquistato dalle truppe imperiali solo nel 1650. Gli Asburgo considerarono il luogo strategicamente importante e comprarono il diritto di mettere una guarnigione nel castello secondo necessità per 5.000 Gulden all'anno. Fu solo nel 1798 che rinunciarono a questo diritto di occupazione.

### Assolutismo
I principi di Hohenzollern-Hechingen avevano solo un piccolo territorio ed erano quasi sempre sovraindebitati. Una corte fastosa, il servizio imperiale e la rappresentanza principesca misero a dura prova le forze del piccolo paese. Le rigide regole della caccia e di silvicoltura, volte a rafforzare l'assolutismo principesco, suscitando il malcontento dei contadini, i quali persero l'antico diritto di caccia libera. I sudditi si batterono per una limitazione dell'onnipotenza del sovrano e per una restrizione del lavoro obbligatorio e delle tasse dal 1584 al 1796 in non meno di 15 rivolte. Tuttavia, ciò non danneggiò l'alto rango dei principi ed erano rappresentati come principi imperiali alla dieta imperiale. Alle spalle del Württemberg e del Baden presero posto sul banco secolare principesco del distretto svevo. I membri maschili della casata svolgevano alte funzioni militari o spirituali, le principesse erano sposate con membri dell'alta nobiltà o entravano in istituzioni spirituali e monasteri.
I trattati di eredità con la casa elettorale di Brandeburgo nel 1695 e nel 1707 stabilirono che l'elettore di Brandeburgo sarebbe diventato capo dell'intera Casa di Hohenzollern e, in caso di estinzione della linea sveva, sarebbe succeduto alla sua eredità. Questo rapporto contrattuale con la Prussia rafforzò il senso di appartenenza tra gli Hohenzollern e assicurò l'indipendenza del piccolo principato. Dal 1764 al 1775 Friedrich Wilhelm von Steuben fu Hofmarschall del principe di Hohenzollern-Hechingen.
Durante l'Illuminismo, l'istruzione assunse maggiore importanza anche nel principato di Hohenzollern-Hechingen. Il principio più importante dell'Illuminismo era che la ragione era in grado di portare alla luce la verità. Il principe Giuseppe Federico Guglielmo fondò un ginnasio nel 1775. Tra gli insegnanti c'erano anche due monaci francescani del monastero di St. Luzen. Nel 1798 fu abolita la servitù della gleba nel cosiddetto Landvergleich e fu riorganizzata la tassazione.

### Diciannovesimo secolo

#### Alleati di Napoleone
All'inizio del XIX secolo, la principessa Amalia Zefirina di Hohenzollern-Sigmaringen fu in grado di impedire la mediatizzazione di Napoleone perché viveva a Parigi ed era amica di sua moglie, l'imperatrice Giuseppina. Le due dinastie Hohenzollern di Sigmaringen e di Hechingen riuscirono a mantenere la loro sovranità, altrimenti sarebbero state entrambe aggiunte al nuovo regno di Württemberg. Il principe Ermanno perse i diritti feudali nella contea ereditata di Geulle con le signorie associate di Mouffrin e Baillonville nei Paesi Bassi. Come compenso, tuttavia, ricevette i monasteri di Stetten e Rangendingen, il monastero di St. Jakob a Hechingen e la signoria di Hirschlatt in Alta Svevia come parte della secolarizzazione.

Nel 1806 Napoleone creò la confederazione del Reno e infine fece sì che il Sacro Romano Impero si sciogliesse. Il principe Ermanno fece firmare l'atto della Confederazione del Reno del 12 luglio 1806 da un plenipotenziario. Con questo, Hohenzollern-Hechingen, insieme originariamente ad altri 15 stati imperiali tedeschi meridionali e occidentali, si staccò formalmente dall'Impero e si unì in una confederazione, con Napoleone come "protettore"; questo aveva dato un ultimatum di 24 ore per la firma, il cui mancato rispetto avrebbe visto le sue truppe invadere la Germania meridionale e occidentale. Scrisse dell'adesione dei due principati di Hohenzollern-Hechingen e Hohenzollern-Sigmaringen alla Confederazione del Reno nelle sue memorie denominate Ich - Der Kaiser:
(Napoleone Bonaparte)
La vicinanza politica a Napoleone fu di giovamento per il principe Ermanno da due punti di vista: da un lato, i due principi di Hohenzollern erano gli unici tra i loro pari svevi che riuscirono a mantenere la piena sovranità sui loro territori e, d'altra parte, vennero loro assegnati beni ecclesiastici nel quadro della secolarizzazione. Suo figlio, il principe ereditario e poi il principe Federico, combatté come ufficiale di talento dalla parte dei francesi, dove subì gravi ferite di guerra durante la campagna di Russia, dalle quali non si riprese mai completamente.

#### Tempo della Restaurazione

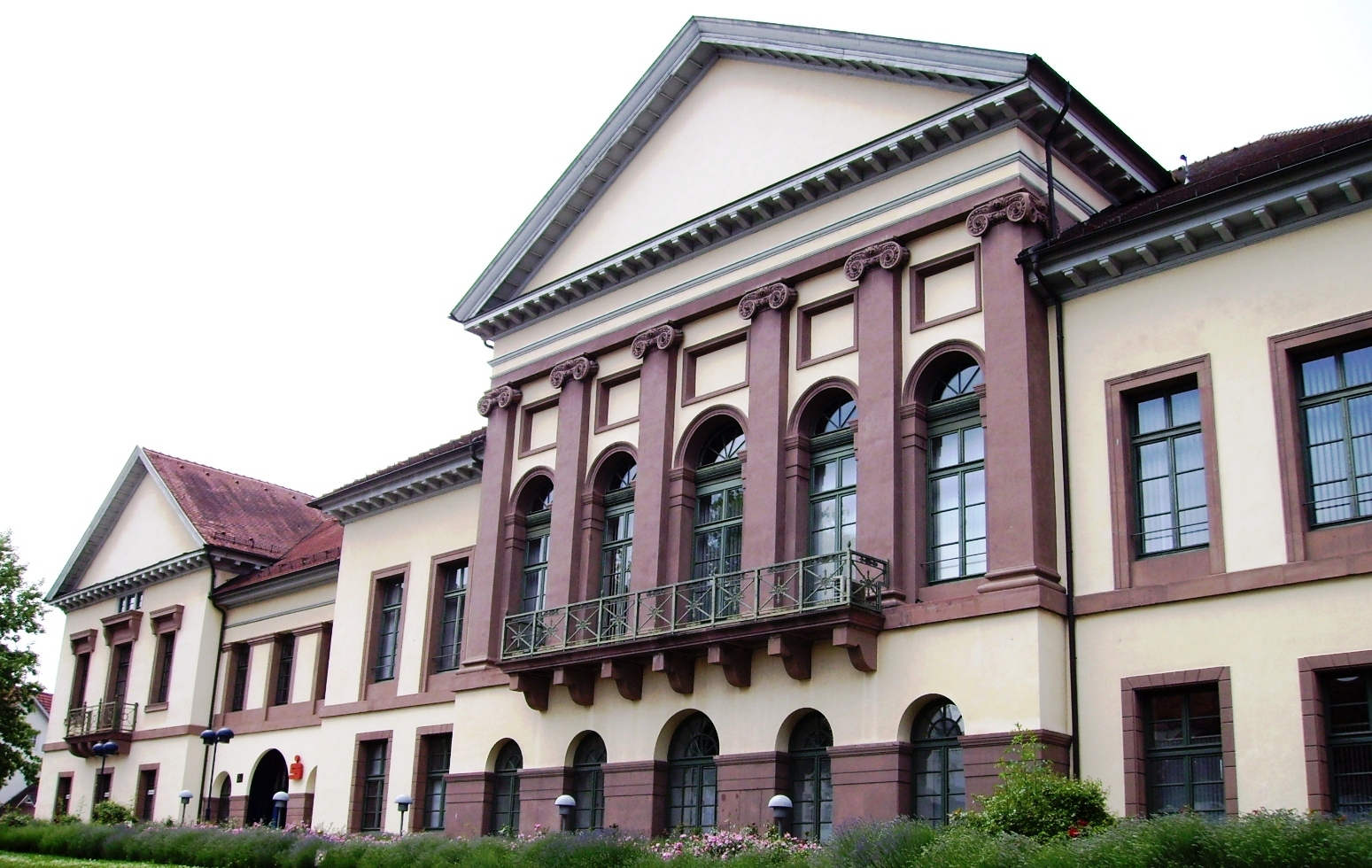
Neues Schloss, costruito sotto il principe Federico Ermanno Ottone.

Dopo l'esilio di Napoleone, Hohenzollern-Hechingen si unì alla Confederazione germanica. La legge federale tedesca era la costituzione della Confederazione tedesca. Adottato nel giugno 1815 durante il Congresso di Vienna. Fu adottata l'8 giugno 1815 durante il Congresso di Vienna. Secondo il suo preambolo:
(Preambolo della legge federale)
Gli Hohenzollern-Hechingen ricevettero un voto nel plenum della Confederazione germanica. All'inizio del XIX secolo, il principato era completamente sovraindebitato a causa della sua desolata gestione finanziaria ed era sull'orlo della bancarotta nazionale ed esso venne usato dal poeta Achim von Arnim come modello per il suo romanzo Armut, Reichtum, Schuld und Buße der Gräfin Dolores, pubblicato nel 1810. In una lettera a Jacob Brentano scrisse:
(Ludwig Achim von Arnim)
Quando papa Pio VII abolì l'antica diocesi di Costanza, che ai suoi occhi era troppo liberale e dedita all'Illuminismo, e fondò l'arcidiocesi di Friburgo per ragioni di politica di potere, i principi Hohenzollern si unirono a questa nuova fondazione. La molto più vicina Rottenburg am Neckar, invece, divenne la sede vescovile regionale per i cattolici del Württemberg.

#### Riforme e prosperità culturale

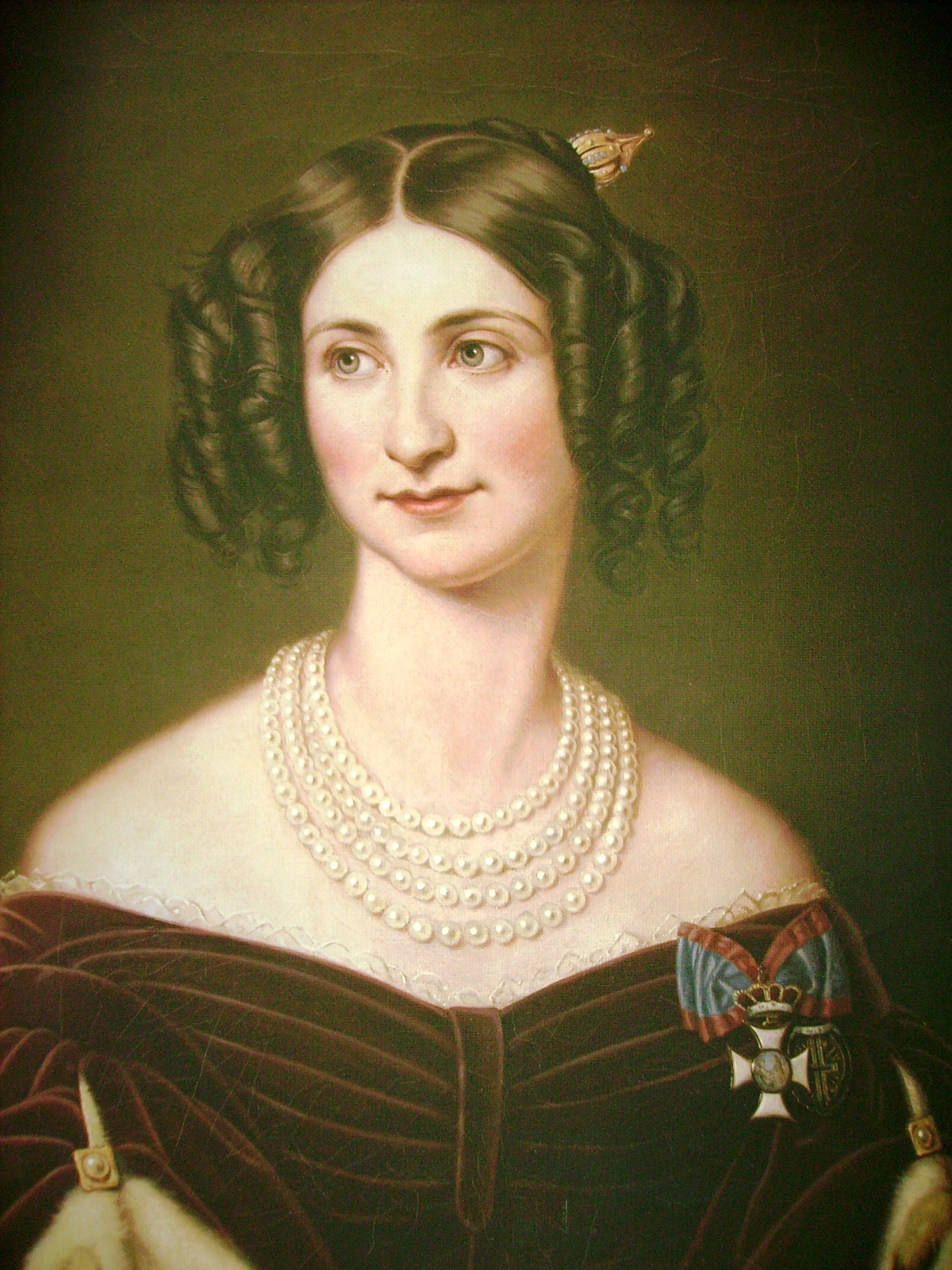
Eugenia di Beauharnais.

Dal 1826 il principato di Hohenzollern-Hechingen divenne un centro culturale nella Germania meridionale sotto il principe ereditario Costantino e sua moglie Eugenia di Beauharnais. Eugenia era la pronipote dell'imperatore Napoleone I e nipote del re bavarese Massimiliano I. Personalità famose erano ospiti: il cugino di Eugenia e successivamente imperatore Napoleone III, Hector Berlioz e Franz Liszt. La cappella di corte godeva di una buona reputazione e la coppia di principi ereditari sviluppò una vivace attività edilizia nello stile del classicismo. Eugenia aveva venduto il castello di Eugensberg ereditato da suo padre e aveva utilizzato il ricavato per finanziare la ristrutturazione di villa Eugenia, dove la coppia si trasferì nel 1834. Successivamente fu creato un giardino paesaggistico inglese, che oggi si chiama Fürstengarten.
Nel 1833 il principe Federico emise l'Allgemeine Schulordnung. Nel 1835, la nuova ordinanza cittadina concesse ai comuni del principato il diritto all'autogoverno. Il sindaco (Stadtamtmann) e i consiglieri cittadini (Stadtschreiber) erano nominati dal principe, in cambio venivano eletti i borgomastri (Bürgermeister) e i consiglieri comunali (Stadträte) e tra di loro venivano nominati il contabile della città (Stadtrechner), l'esattore delle tasse (Steuereintreiber) e il costruttore della città (Stadtbaumeister). Una nuova legge elettorale regolò per la prima volta la Landesdeputation, la prima rappresentanza del popolo. Il principe Federico amministrò il principato con prudenza nonostante gli alti debiti. A causa delle cattive condizioni di salute di suo padre, suo figlio Costantino dovette crescere imparando a gestire gli affari del governo durante la sua vita e salì al trono dopo la sua morte nel 1838. La pia Eugenia era socialmente impegnata e fece costruire una grande “Kinderbewahranstalt” e una casa per gli anziani. Era quindi molto popolare tra la gente comune.

#### Rivolte e annessione alla Prussia

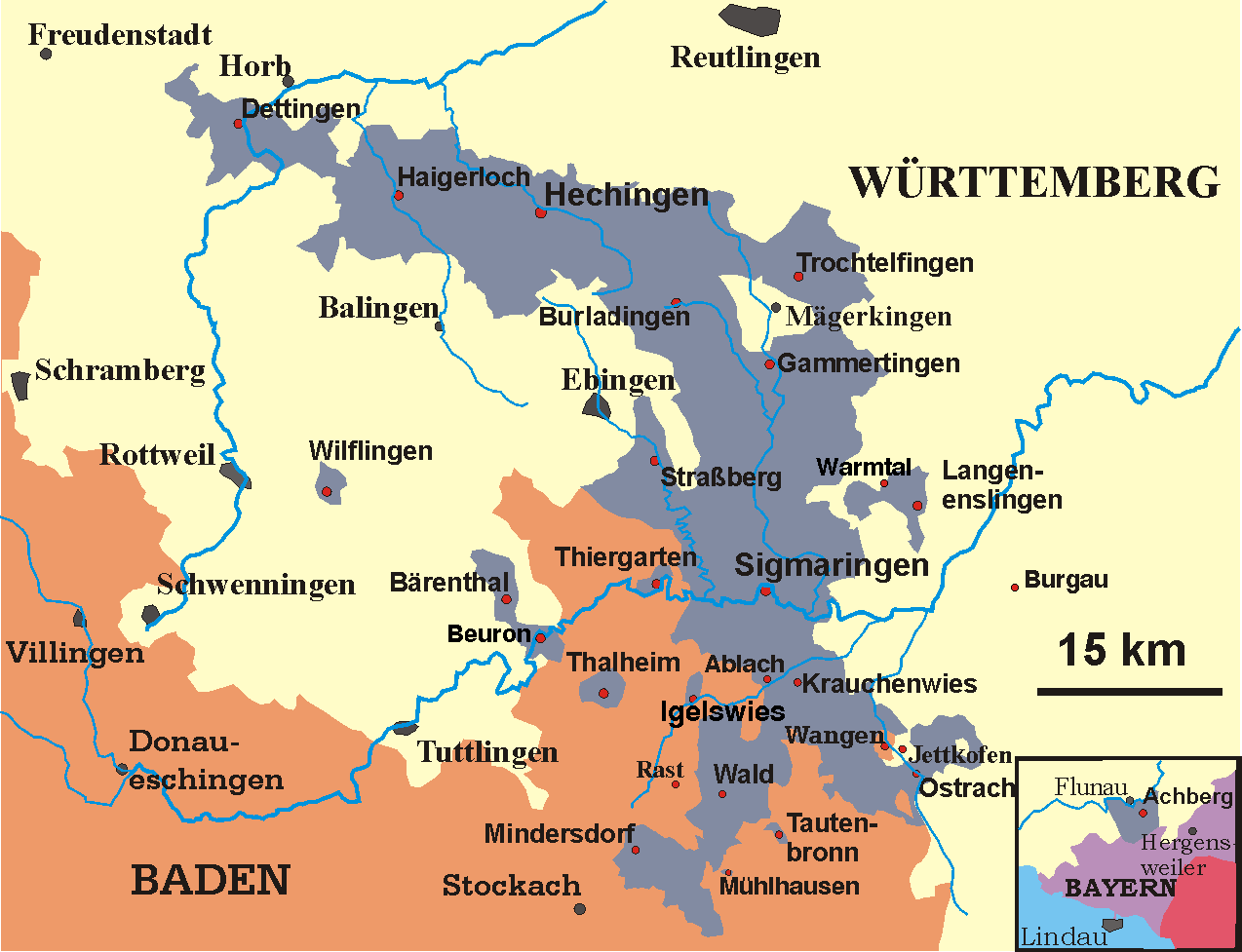
Le terre degli Hohenzollern dopo il 1850.

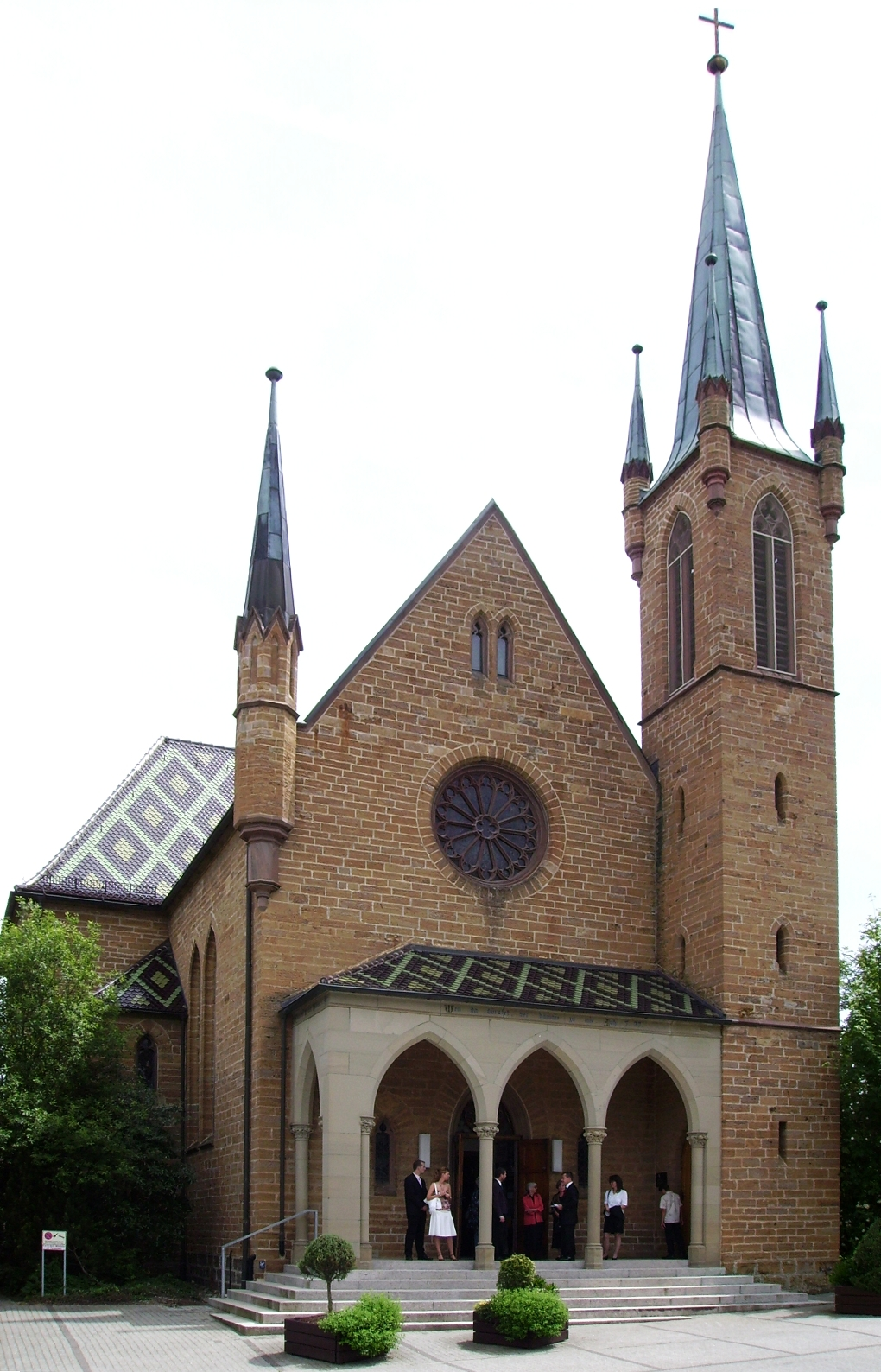
Chiesa parrocchiale di San Giovanni ad Hechingen, costruito per ordine del re Federico Guglielmo IV.

Nel 1835 fu promulgato il nuovo regolamento elettorale per il principato di Hohenzollern-Hechingen insieme alle disposizioni generali sulla costituzione e l'organizzazione interna dei deputati dello stato (Wahlordnung für das Fürstenthum Hohenzollern-Hechingen nebst allgemeinen Bestimmungen über Constituierung und innere Organisation der Landesdeputierten). Fu costituita una deputazione statale composta da 15 membri:
(§ 44 del regolamento elettorale del 1° febbraio 1835)
Ben presto, sorsero controversie tra i rappresentanti del popolo e il governo, e scoppiarono rivolte. Il 6 agosto 1848, le truppe prussiane marciarono e occuparono Hechingen. Nel 1850 Hohenzollern-Hechingen passò alla Prussia in seguito all'abdicazione dell'ultimo principe Costantino, stanco della sua carica. Ciò portò a due trattati: il trattato di stato con la Prussia conteneva la cessione della sovranità alla corona prussiana, mentre il trattato di famiglia con la dinastia Sigmaringen regolava il trasferimento delle proprietà e dei possedimenti situati nel principato con tutti i diritti e gli oneri. In cambio, il principe Costantino ricevette una doppia pensione dalla Prussia e dalla dinastia di Sigmaringen. Il trattato di stato con la Prussia fu firmato il 7 dicembre 1849 e approvato dal parlamento prussiano il 12 gennaio 1850. Fu ratificato a Berlino il 20 febbraio 1850, dando ai rispettivi capi delle Case di Hohenzollern in Prussia la precedenza su tutti i soggetti non appartenenti alla famiglia reale. Avevano il diritto di tenere una propria corte e di ottenere dei titoli. Allo stesso tempo, essi stessi hanno ottenuto il titolo di sovranità. Gli fu concessa una giurisdizione privilegiata e furono esentati dalle imposte indirette. I possedimenti principeschi nei principati degli Hohenzollern erano garantiti dalla Prussia.

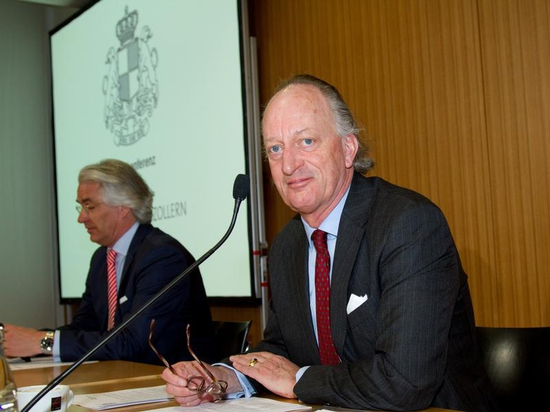
Carlo Federico, l'odierno capo degli Hohenzollern svevi.

La presa in possesso prussiana ebbe luogo a Hechingen l'8 aprile 1850. Da allora in poi, l'ex principato fece parte del distretto amministrativo prussiano di Sigmaringen, noto anche come provincia di Hohenzollern. Il re Federico Guglielmo IV accettò l'omaggio ereditario il 23 agosto 1851 e perseguì vigorosamente la ricostruzione del castello avito di Hohenzollern. La chiesa protestante di San Giovanni a Hechingen fu eretta nel 1857 per i funzionari e i soldati prussiani appena arrivati. Il castello fu inaugurato solennemente dal re Guglielmo I, futuro imperatore tedesco, il 3 ottobre 1867. Con il principe Costantino, che si era ritirato nei suoi possedimenti ereditari in Slesia, la linea collaterale degli Hohenzollern di Hechingen si estinse il 3 settembre 1869 senza discendenti aventi diritto all'eredità. Il 12 maggio 1888, la principessa Maria di Hohenzollern-Hechingen morì a Danzica, l'ultima della famiglia a morire, a più di 80 anni: essa era la figlia del maggiore generale prussiano principe Friedrich Hermann von Hohenzollern, un amico d'infanzia dell'imperatore Guglielmo I. Come la principessa Eugenia, godette di grande popolarità e mostrò carità sotto forma di donazioni per un ospizio e un ospedale a Danzica.
Oggi, Carlo Federico di Hohenzollern rappresenta gli interessi della famiglia in pubblico come capo degli Hohenzollern svevi.

## Governanti

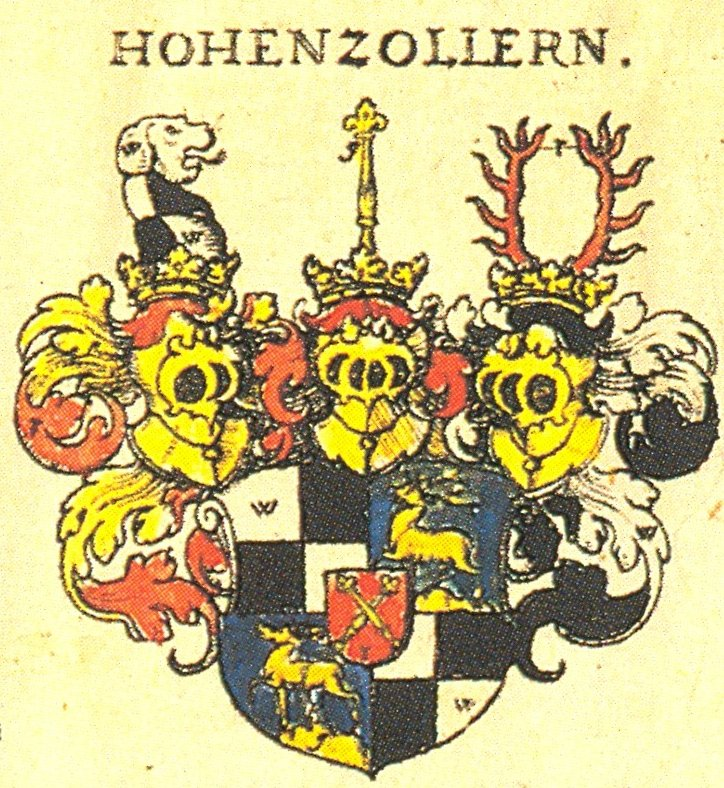
Stemma dei conti di Hohenzollern nel 1605.

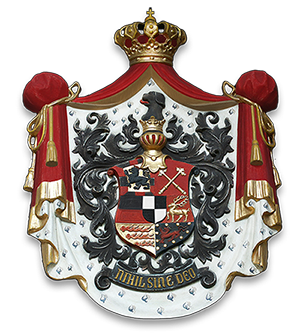
Stemma attuale utilizzato dalla casa regnante.

1. Burcardo I di Zollern († 1061)
Figli:
- Federico I, conte di Zollern (prima del 1085-1114/1115/prima del 1125/dopo il 1139);
- Burcardo II di Zollern.

2. Federico I, conte di Zollern, detto Maute (prima del 1085-1114/1115/prima del 1125/dopo il 1139)
Padre: Burcardo I di Zollern († 1061)
Matrimonio 1: Udalhilde di Urach († 11 aprile (c.1134))
Figli:
- Federico II, conte di Zollern e Hohenberg (prima del 1125-1142/dopo il 1145)
- Burcardo II, conte di Zollern-Hohenberg († c.1154), fondatore della linea di Hohenberg
- Goffredo, conte di Zollern-Zimmer (prima del 1134-[1156, 1160])
- Adalberto di Zollern († 18 giugno (prima del 1150))
- Ulrico di Zollern († 1135/1136)
- Emma di Zollern († dopo il 1152)
- Luitgarda di Zollern († 27 maggio (dopo il 1150))
- ? di Zollern
- Egino, conte di Zollern († dopo il 1134)
- Udilhilde?, contessa di Zollern († 4 novembre (prima del 1150))

3. Federico II, conte di Zollern e Hohenberg (prima del 1125-1142/dopo il 1145)
Padre: Federico I, conte di Zollern (prima del 1085-1114/1115/prima del 1125/dopo il 1139)
Madre: Udalhilde di Urach († 11 aprile (circa 1134))
Figli:
- Bertoldo di Zollern († dopo il 22 maggio 1194)
- Federico III (I), conte di Zollern e burgravio di Norimberga (prima del 1171-dopo 1 ottobre 1200)

4. Federico III (I), conte di Zollern e burgravio di Norimberga (prima del 1171-dopo 1 ottobre 1200)
Padre: Federico II, conte di Zollern e Hohenberg (prima del 1125-1142/dopo il 1145)
Matrimonio 1: Sofia, contessa di Raabs († dopo il 1218/dopo il 1204?)
Figli:
- Adelaide? di Zollern († dopo il 1232)
- Corrado I (III), conte di Zollern e burgravio di Norimberga (intorno al 1186-[24 Agosto 1260, 10 marzo 1261]). Iniziatore della linea francone e da essa della linea brandeburghese-prussiana, che cinse la corona imperiale tedesca nel 1871
- Federico IV (II), conte di Zollern e burgravio di Norimberga (intorno al 1188-[1251, 1255])
- Elisabetta di Zollern († 14 novembre 1255)

5. Federico IV (II), conte di Zollern e burgravio di Norimberga; continuò la linea sveva degli Zollern al posto del fratello maggiore Corrado (1188-[1251, 1255])
Padre: Federico III (I), conte di Zollern e burgravio di Norimberga (prima del 1171-dopo 1 ottobre 1200)
Madre: Sofia, contessa di Raabs († dopo il 1218/dopo il 1204)
Matrimonio 1: Elisabetta di Abensberg
Figli:
- Federico V, conte di Zollern, detto l'Illustre (prima del 2 aprile 1228-24 maggio 1289, castello di Hohenzollern)
- Sofia di Zollern († 28 aprile [1260,1270])
- ? di Zollern (prima del 2 aprile 1228-†?)

6. Federico V, conte di Zollern, detto l'Illustre (prima del 2 aprile 1228-24 maggio 1289, castello di Hohenzollern)
Padre: Federico IV (II), conte di Zollern e burgravio di Norimberga (intorno al 1188-[1251,1255])
Madre: Elisabetta di Abensberg
Matrimonio 1: Udilhilde di Dillingen († 12 maggio (dopo il 1289))
Figli:
- Federico VI, conte di Zollern, detto il Cavaliere (prima dell'8 ottobre 1226-4 maggio (1297/1298))
- Federico di Zollern (prima dell'8 ottobre 1266-24 febbraio (dopo il 1306))
- Adelaide di Zollern († dopo il 31 marzo 1302)
- Wilburg di Zollern († 21 giugno (dopo il 1300))
- Federico I, detto il Giovane, conte di Zollern-Schalksburg (prima dell'8 ottobre 1266-[17 maggio 1302, 12 aprile 1303]/1304/1309), fondò la linea di Schalksburg dopo la divisione nel 1288

7. Federico VI, conte di Zollern, detto il Cavaliere (8 ottobre 1226-4 maggio 1297/1298)
Padre: Federico V, conte di Zollern (prima del 2 aprile 1228-24 maggio 1289, castello di Hohenzollern)
Madre: Udilhild di Dillingen († 12 maggio (dopo il 1289))
Matrimonio 1: Cunegonda di Baden († 22 luglio 1310)
Figli:
- Federico VII, conte di Zollern († 3 maggio (circa 1309))
- Federico VIII, conte di Zollern, detto Ostertag (I) (in italiano Giorno di Pasqua) († 1 febbraio 1333)
- Federico, conte di Zollern e signore di Hainburg (prima del 1298-15 dicembre [1356, 1361]), dopo la morte del fratello detto Ostertag (I), tutore dei suoi tre nipoti Federico IX detto il Conte Nero (I), Federico detto Ostertag (II) e Federico detto di Strasburgo
- Cunegonda, contessa di Zollern († 10 agosto [1381, 1383])
- Sofia, contessa di Zollern († 13 aprile (dopo il 1300))

8. Federico VII, conte di Zollern († 3 maggio (circa 1309))
Padre: Federico VI, conte di Zollern (8 ottobre 1226-4 maggio (1297/1298))
Madre: Cunegonda di Baden († 22 luglio 1310)
Matrimonio 1: Eufemia di Hohenberg († 14 giugno 1333)
Figli:
- Fritzli I, conte di Zollern († dopo il 10 aprile 1313)
- Alberto, conte di Zollern († dopo il 22 dicembre 1320)

9. Federico VIII, conte di Zollern, detto Ostertag (I) († 1 febbraio 1333)
Padre: Federico VI, conte di Zollern (prima dell'8 ottobre 1226-4 maggio 1297/1298)
Madre: Cunegonda di Baden († 22 luglio 1310)
Figli:
- Fritzli II, conte di Zollern († prima del 16 marzo 1339)
- Federico IX, conte di Hohenzollern, detto il Conte Nero (I) (1333-prima del 1 marzo 1379), fondò la linea del Conte Nero dopo la divisione nel 1344
- Federico, conte di Hohenzollern, detto di Strasburgo († 16 dicembre [1365, 1368]), canonico di Strasburgo, tornò allo stato laico e si sposò nel 1343; fondò la linea di Strasburgo dopo la divisione nel 1344
- Federico di Zollern, detto Ostertag (II) (prima del 1327-1 agosto 1400), canonico di Augusta e cavaliere di San Giovanni

10. Federico IX, conte di Hohenzollern, detto il Conte Nero (I) (1333-prima del 1 marzo 1379)
Padre: Federico VIII, conte di Zollern († 1 febbraio 1333)
Matrimonio 1: Adelaide di Hohenberg-Wildberg († 9 novembre (dopo il 1385))
Figli:
- Federico X, conte di Hohenzollern († 24 giugno 1412)
- Federico, conte di Hohenzollern († [8 gennaio 1407, 16 febbraio 1410])
- Adelaide, contessa di Hohenzollern († dopo il 16 dicembre 1415)
- Anna, contessa di Hohenzollern († 28 ottobre (prima del 10 novembre 1418))
- Sofia di Hohenzollern († 28 marzo (dopo il 10 novembre 1418))

11. Federico X, conte di Hohenzollern († 24 giugno 1412)
Padre: Federico IX, conte di Hohenzollern (1333-prima del 1 marzo 1379)
Madre: Adelaide di Hohenberg-Wildberg († 9 novembre (dopo il 1385))
Matrimonio 1: Anna, contessa di Hohenberg-Wildberg († 1421, Reuthin)
12. Federico XI, conte di Hohenzollern, detto il Vecchio (1368-26 novembre 1401)
Padre: Federico, conte di Hohenzollern († 16 dicembre [1365, 1368])
Madre: Margarete di Hohenberg-Wildberg († 28 gennaio (dopo il 1343))
Matrimonio 1: Contessa Adeliade di Fürstenberg († 19 marzo 1413)
Figli:
- Federico XII, conte di Hohenzollern, detto Öttinger (prima del 1401-30 settembre 1443)
- Eitel Federico I, conte di Hohenzollern (intorno al 1384-21/30 settembre 1439/1443)
- Federico III, vescovo di Costanza († 30 luglio 1438, Gottlieben)
- Federico, conte di Hohenzollern († prima del 1410)
- Anna di Hohenzollern-Hechingen († 28. ottobre (prima del 1418))
- Federico, conte di Hohenzollern (prima del 1402-prima del 26 luglio 1413)
- Carlo Federico, conte di Hohenzollern († 1400?)

13. Federico XII, conte di Hohenzollern, detto Öttinger, governò diviso ed ebbe un conflitto con suo fratello (prima del 1401-30 settembre 1443)
Padre: Federico XI, conte di Hohenzollern (prima del 1368-26 novembre 1401)
Madre: Adelaide, contessa di Fürstenberg († 19 marzo 1413)
Matrimonio 1: Anna, contessa di Sulz († [1438, 1440])
14. Eitel Federico I, conte di Hohenzollern (intorno al 1384-21/30 settembre 1439/1443)
Padre: Federico XI, conte di Hohenzollern (prima del 1368-26 novembre 1401)
Madre: Adelaide, contessa di Fürstenberg († 19 marzo 1413)
Matrimonio 1: Ursula di Rhäzüns († 17 febbraio 1477)
Figli:
- Jobst Nicolao I, conte di Hohenzollern (1433-9 febbraio 1488, castello di Hohenzollern)
- Enrico, conte di Hohenzollern ([1434, 8 settembre 1436]-1458?)
- Adelaide di Hohenzollern († 8 febbraio 1502)

15. Jobst Nicolao I, conte di Hohenzollern (1433-9 febbraio 1488, castello di Hohenzollern)
Padre: Eitel Federico I, conte di Hohenzollern (intorno al 1384-21/30 settembre 1439/1443)
Madre: Ursula di Rhäzüns († 17 febbraio 1477)
Matrimonio 1: (1448, Sigmaringen): Agnese, contessa di Werdenberg (1434-13 dicembre 1467)
Figli:
- Federico II, vescovo di Augusta (1451-8 marzo 1505)
- Eitel Federico II di Hohenzollern (1452-18 giugno 1512, Treviri)
- Eitel Federico, conte di Hohenzollern († 27 giugno 1490, presso Montfort)
- Federico Alberto, conte di Hohenzollern († 16 luglio 1483, vicino a Utrecht)
- Federico Giovanni di Hohenzollern († 28 novembre 1484, vicino a Dendremonde)
- Elena di Hohenzollern († 11 novembre 1514, Wurzach)

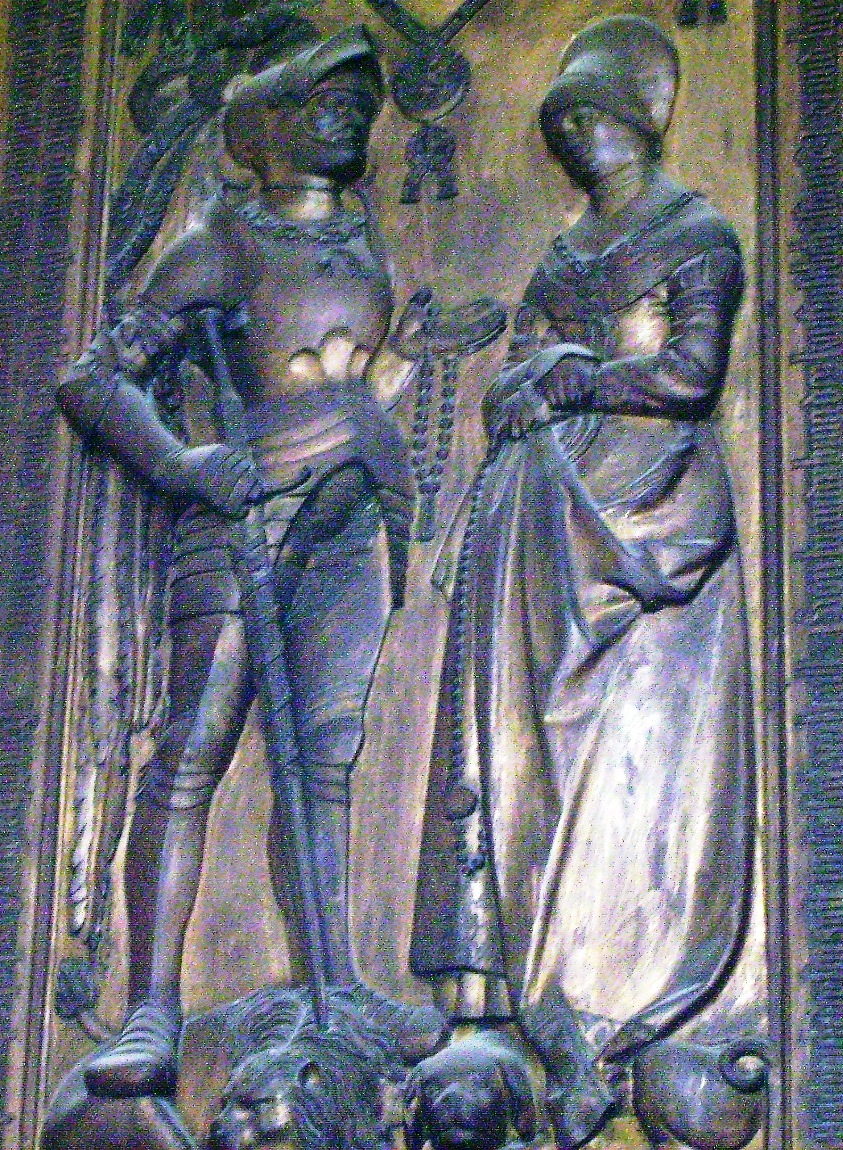
Eitel Federico II e sua moglie, lastra tombale nella chiesa collegiata di Hechingen

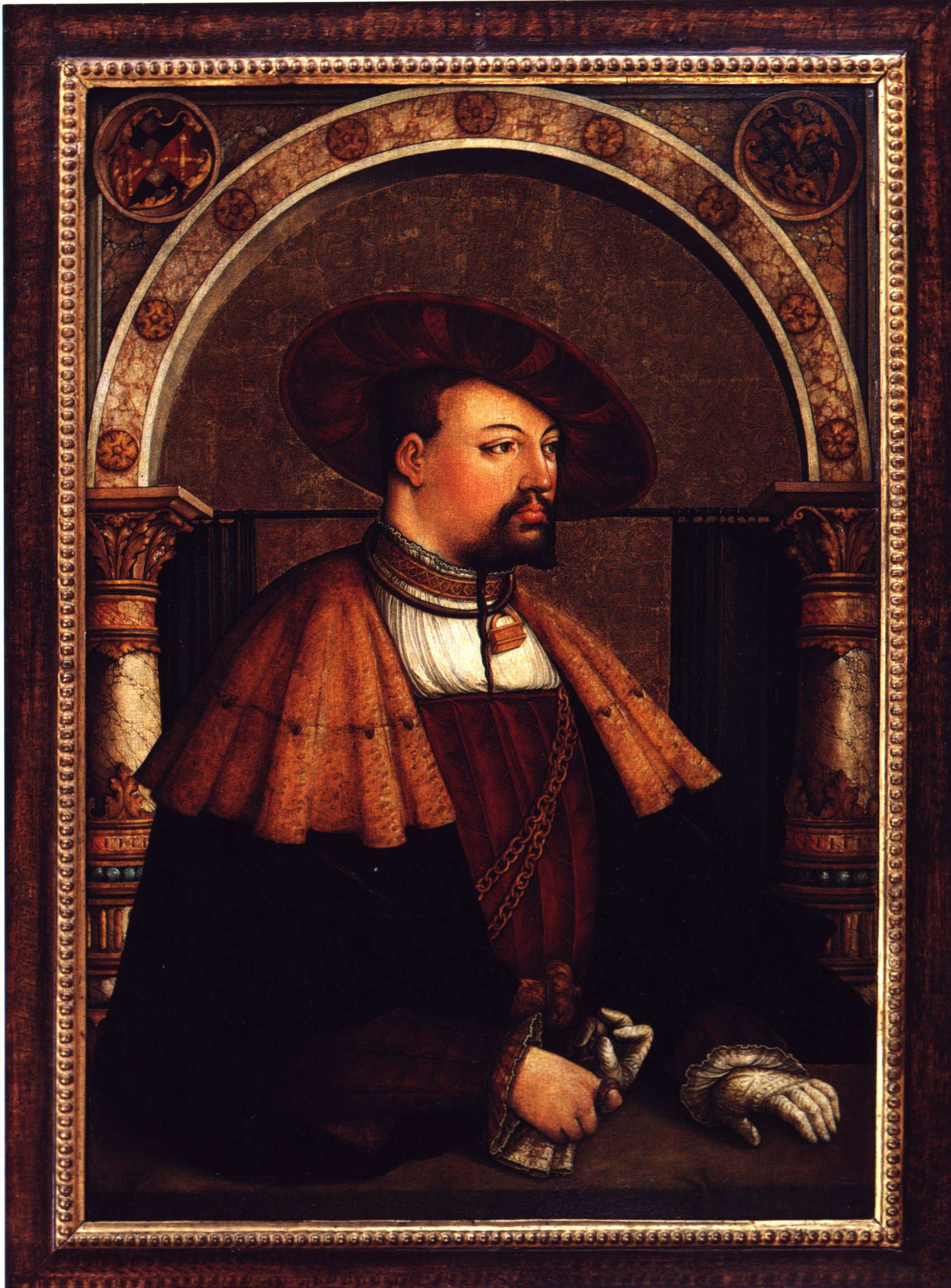
Eitel Federico III.

16. Eitel Federico II di Hohenzollern (1452-18 giugno 1512, Treviri)
Padre: Jobst Nicolao I, conte di Hohenzollern (1433-9 febbraio 1488, castello di Hohenzollern)
Madre: Agnese, contessa di Werdenberg (1434-13 dicembre 1467)
Matrimonio 1: (17 febbraio 1482, Berlino): Magdalena di Brandenburgo (1460, Tangermünde?-17 giugno 1496, castello di Hohenzollern)
Figli:
- Francesco Volfango (Franz Wolfgang), conte di Hohenzollern (1483/1484-16 giugno 1517, Hechingen)
- Wandelberta, contessa di Hohenzollern (intorno al 1484-dopo il 1551, Pforzheim?)
- Gioacchino, conte di Hohenzollern (1485-2 febbraio 1538, Hechingen)
- Maria Salome di Hohenzollern (1 maggio 1488-4 agosto 1548)
- 3 figli di Hohenzollern ([1488, 1494]-?)
- 2 figlie di Hohenzollern ([1488, 1494]-?)
- Eitel Federico III, conte di Hohenzollern (1494-15 gennaio 1525, Pavia)
- Anna di Hohenzollern (1496-1510)

17. Eitel Federico III, conte di Hohenzollern (1494-15 gennaio 1525, Pavia)
Padre: Eitel Federico II di Hohenzollern (1452-18 giugno 1512, Treviri)
Madre: Magdalena di Brandenburgo (1460, Tangermünde?-17 giugno 1496, castello di Hohenzollern)
Matrimonio 1: Giovanna di Witthem († 1536)
Figli:
- Carlo I, conte di Hohenzollern (1516, Bruxelles-8 marzo 1576, Sigmaringen)
- Ferfried di Hohenzollern
- Anna di Hohenzollern († dopo il 3 novembre 1544)
- Eitel Federico di Hohenzollern († 15 luglio 1544, vicino a St. Dizier/Francia)
- Margherita di Hohenzollern
- Felice (Felix) Federico di Hohenzollern († 30 gennaio 1550, Sigmaringen)
- Giovanna di Hohenzollern († 23 giugno (dopo il 1550), castello Hohenzollern)

18. Carlo I, conte di Hohenzollern, divise la contea per i suoi tre figli (1516, Bruxelles-8 marzo 1576, Sigmaringen)
Padre: Eitel Federico III, conte di Hohenzollern (1494-15 gennaio 1525, Pavia)
Madre: Giovanna di Witthem († 1536)
Matrimonio 1: (11 febbraio 1537, Pforzheim?): Anna di Baden-Durlach (aprile 1512-1579)
Figli:
- Ferfried di Hohenzollern (28 maggio 1538, Sigmaringen-14 luglio 1556, Friburgo)
- Maria, contessa di Hohenzollern (28 agosto 1544-13 dicembre 1611, Landsberg)
- Eitel Federico I (IV), conte di Hohenzollern-Hechingen (7 settembre 1545, Sigmaringen-16 gennaio 1605, Hechingen), fondatore della linea di Hohenzollern-Hechingen
- Carlo II, conte di Hohenzollern-Sigmaringen (22 gennaio 1547-8 aprile 1606, Sigmaringen), fondatore della linea di Hohenzollern-Sigmaringen
- Giovanna di Hohenzollern (23 giugno 1543-22 febbraio 1604, Wallerstein)
- Maria Jakoba, contessa di Hohenzollern ((25/27) luglio 1549, Sigmaringen-1578)
- Leonore, contessa di Hohenzollern (15 febbraio 1551-dopo ottobre/novembre 1598)
- Cristoforo, conte di Hohenzollern-Haigerloch (20 marzo 1552-21 aprile 1592, castello di Haigerloch), fondatore della linea di Hohenzollern-Haigerloch
- Maddalena di Hohenzollern (17 aprile 1553-dopo novembre/giugno 1571/1580?)
- Gioacchino, conte di Zollern (21 giugno 1554, Sigmaringen-7 luglio 1587, Cölln an der Spree)
- Cristina di Hohenzollern (27 ottobre 1555-155?)
- Amalia di Hohenzollern (18 gennaio 1557-1603)
- Cunegonda di Hohenzollern (10 settembre 1558-1595)

19. Eitel Federico I, conte di Hohenzollern-Hechingen (7 settembre 1545, Sigmaringen-16 gennaio 1605, Hechingen)
Padre: Carlo I, conte di Hohenzollern (1516, Bruxelles-8 marzo 1576, Sigmaringen)
Madre: Anna di Baden-Durlach (aprile 1512-1579) Matrimonio 1: (22 giugno 1568?, Sigmaringen): Veronica, contessa di Ortenburg († 23 marzo 1573)
Matrimonio 2: (14 novembre 1574, Meßkirch): Sibylla di Zimmer (8 gennaio/ottobre 1558-8 gennaio/ottobre 1599)
Figli:
- Conte Ernesto di Hohenzollern-Hechingen (1575-†?)
- Giovanni Giorgio, conte e principe di Hohenzollern (1577-28 settembre 1623, Hechingen)
- Contessa Maximilana di Hohenzollern-Hechingen (2 febbraio 1580, Hechingen-24 luglio 1633, Hechingen)
- Contessa Giovanna di Hohenzollern-Hechingen (1581, Hechingen-26 aprile 1634)

Matrimonio 3: Giovanna, contessa di Eberstein in Neu-Eberstein († [22 aprile 1633, 22 settembre 1637], Ranshofen)
20. Giovanni Giorgio, conte e principe di Hohenzollern (1577-28 settembre 1623, Hechingen)
Padre: Eitel Federico I (IV), conte di Hohenzollern-Hechingen (7 settembre 1545, Sigmaringen-16 gennaio 1605, Hechingen)
Madre: Sibylla di Zimmer (8 gennaio/ottobre 1558-8 gennaio/ottobre 1599)
Matrimonio 1: (11 ottobre 1598, Hechingen): Francesca, Wild- und Rheingräfin di Salm-Neufville (intorno al 1580-14 dicembre 1619)
Figli:
- Carlo, conte di Hohenzollern-Hechingen (1599-1599)
- Sibilla, contessa di Hohenzollern-Hechingen († 8 agosto 1621, Schleiden)
- Eitel Federico II (V), principe di Hohenzollern (gennaio 1601-11 luglio 1661, Issenheim (Isenheim), Alsazia)
- Francesca Caterina, contessa di Hohenzollern-Hechingen (1598?-16 giugno 1665, Hohenems)
- Giovanni Federico, conte di Hohenzollern-Hechingen (1602-1602)
- Anna Maria, contessa di Hohenzollern-Hechingen (8 settembre 1603-23 agosto 1652, Düsseldorf)
- Giorgio Federico, conte di Hohenzollern-Hechingen († 1633, vicino a Uttenweiler)
- Maria Domina, contessa di Hohenzollern-Hechingen († 1616, Praga)
- Caterina Ursula, contessa di Hohenzollern-Hechingen (intorno al 1610-2 giugno 1640)
- Maria Renata, contessa di Hohenzollern-Hechingen († 12 gennaio 1637, Costanza)
- Maximiliane Waldburga, contessa di Hohenzollern-Hechingen (1595-10 aprile 1639, Vienna)
- Leopoldo Federico, conte di Hohenzollern-Hechingen († 19 giugno 1659, Colonia)
- Maria Anna, contessa di Hohenzollern-Hechingen (1614-7 marzo 1670, Albi (Tarn))
- Filippo Federico Cristoforo, principe di Hohenzollern-Hechingen (24 giugno 1616, Hechingen-13/24 gennaio 1671, Hechingen)
- ? di Hohenzollern-Hechingen (1 dicembre 1619, Hechingen-dicembre 1619, Hechingen)

21. Eitel Federico II (V), principe di Hohenzollern (gennaio 1601-11 luglio 1661, Issenheim (Isenheim), Alsazia)
Padre: Giovanni Giorgio, conte e principe di Hohenzollern (1577-28 settembre 1623, Hechingen)
Madre: Francesca, Wild- und Rheingräfin di Salm-Neufville (intorno al 1580-14 dicembre 1619)
Matrimonio 1: (19 marzo 1630, Bautersen): Elisabetta Maria, contessa di Heerenberg e marchesa di Bergen op Zoom (gennaio 1613, Stevensweert-29 ottobre 1671, Bergen op Zoom)
Figli:
- Conte ? di Hohenzollern-Hechingen (8 aprile 1632-8 aprile 1632, Hedel)
- Maria Francesca Enrichetta, contessa di Hohenzollern-Hechingen (1642-17 ottobre 1698, Bergen op Zoom)

22. Filippo Federico Cristoforo, principe di Hohenzollern-Hechingen (24 giugno 1616, Hechingen-13/24 gennaio 1671, Hechingen)
Padre: Giovanni Giorgio, conte e principe di Hohenzollern (1577-28 settembre 1623, Hechingen)
Madre: Francesca, Wild- und Rheingräfin di Salm-Neufville (intorno al 1580-14 dicembre 1619)
Matrimonio 1: (12 novembre 1662, Baden-Baden): Maria Sidonia, margravina di Baden-Rodemachern (1635-15 agosto 1686, Hechingen)
Figli:
- Federico Guglielmo I, principe di Hohenzollern (20 settembre 1663, castello di Hechingen-14 novembre 1735, castello di Hechingen)
- Ermanno Federico, conte di Hohenzollern (11 gennaio 1665, castello di Hechingen-23 gennaio 1733, Friburgo in Brisgovia)
- Leopoldo Carlo Federico, conte di Hohenzollern-Hechingen (11 febbraio 1666, castello di Hechingen-18 luglio 1684, vicino a Budapest)
- Filippo Federico Meinrado, conte di Hohenzollern-Hechingen (9 febbraio 1667, castello di Hechingen-18 luglio 1684, castello di Hechingen)
- Maria Margherita, contessa di Hohenzollern-Hechingen (22 maggio 1668, castello di Hechingen- †?)
- Carlo Ferdinando Federico Domenico, conte di Hohenzollern-Hechingen (5 agosto 1669-5 agosto 1669, castello di Hechingen)
- Maria Margherita Sidonia contessa di Hohenzollern-Hechingen (26 aprile 1670, castello di Hechingen-20 aprile 1687, Strasburgo)
- Francesco Leopoldo Gioacchino, conte di Hohenzollern-Hechingen (25 aprile 1671-25 aprile 1671, castello di Hechingen)

23. Federico Guglielmo I, principe di Hohenzollern (20 settembre 1663, castello di Hechingen-14 novembre 1735, castello di Hechingen)
Padre: Filippo Federico Cristoforo, principe di Hohenzollern-Hechingen (24 giugno 1616, Hechingen-13/24 gennaio 1671, Hechingen)
Madre: Maria Sidonia, margravina di Baden-Rodemachern (1635-15 agosto 1686, Hechingen)
Matrimonio 1: (22 giugno 1687, Vienna): Maria Leopoldina Ludovica, contessa di Sinzendorf (11 aprile 1666-18 maggio 1709, Vienna)
Figli:
- Federico Ludovico, principe di Hohenzollern (1 settembre 1688, Strasburgo-4 giugno 1750, castello di Lindich vicino a Hechingen)
- Principessa Ludovica Frederica Ernestina di Hohenzollern-Hechingen (7 gennaio 1690, Ulma-21 ottobre 1720, Steyr)
- Carlotta, contessa di Hohenzollern-Hechingen (26 dicembre 1692-26 dicembre 1692)
- Cristina Eberardina Frederica, contessa di Hohenzollern-Hechingen (3 marzo 1695, castello di Hechingen-2 dicembre 1754, Vienna)
- Federico Carlo, conte di Hohenzollern-Hechingen (gennaio 1697 - gennaio 1697)
- Sofia Giovanna Frederica, contessa di Hohenzollern-Hechingen (16 febbraio 1698, Hechingen-2 maggio 1754, Münsterbilsen)

Matrimonio 2: (7 settembre 1710, Hechingen): Maximiliana Magdalena Antonia Freiin di Lützau (11 luglio 1690-8 settembre 1755, Hechingen)
Figli:
- Eberardo Ermanno Federico, conte di Hohenzollern-Hechingen (13 settembre 1711, Hechingen-10 ottobre 1726, Hechingen)
- Maria Ludovica Maximiliane, contessa di Hohenzollern-Hechingen (3 marzo 1713, Hechingen-19 novembre 1743, Innsbruck)

24. Federico Ludovico, principe di Hohenzollern (1 settembre 1688, Strasburgo-4 giugno 1750, castello di Lindich vicino a Hechingen)
Padre: Federico Guglielmo I, principe di Hohenzollern (20 settembre 1663, castello di Hechingen-14 novembre 1735, castello di Hechingen)
Madre: Maria Leopoldina Ludovica, contessa di Sinzendorf (11 aprile 1666-18 maggio 1709, Vienna)
25. Giuseppe Federico Guglielmo Francesco Eugenio, principe di Hohenzollern (12 Novembre 1717, Bayreuth (battesimo: 12 novembre 1717)-9 aprile 1798, Hechingen)
Padre: Ermanno Federico, conte di Hohenzollern (11 gennaio 1665, castello di Hechingen-23 gennaio 1733, Friburgo in Brisgovia)
Madre: Maria Giuseppa Teresia, contessa di Oettingen-Spielberg (19 settembre 1694, Oettingen-20/21 agosto 1778, Ottinga)
Matrimonio 1: (25 giugno 1750, Vienna): Maria Teresia Rosalia, principessa di Silva, Folch de Cardona, Eril y Borgia (4 settembre 1732, Vienna-25 settembre 1750, Vienna)
Matrimonio 2: (7 gennaio 1751, Hechingen): Maria Teresia, contessa di Waldburg, Zeil (26 gennaio 1732, Immenstadt-17 gennaio 1802, Augusta)
Figli:
- Meinrado Giuseppe Maria Federico, conte di Hohenzollern-Hechingen (9 ottobre 1751, Hechingen-28 settembre 1752, Hechingen)
- Giuseppe Guglielmo Francesco, conte di Hohenzollern-Hechingen (12 dicembre 1752, Hechingen-7 luglio 1754, Hechingen)
- Maria Crescentia Giuseppa, contessa di Hohenzollern-Hechingen (4 settembre 1754, Hechingen-29 settembre 1754)
- Maria Teresia Giuseppina Carolina, contessa di Hohenzollern-Hechingen (3 dicembre 1756, Hechingen-dicembre 1756)
- Girolamo Giuseppe Carlo, conte ereditario di Hohenzollern-Hechingen (18 aprile 1758, Hechingen-23 giugno 1759, Hechingen)
- Maria Antonia Anna, contessa di Hohenzollern-Hechingen (10 novembre 1760, Hechingen-25 luglio 1797, Hechingen)

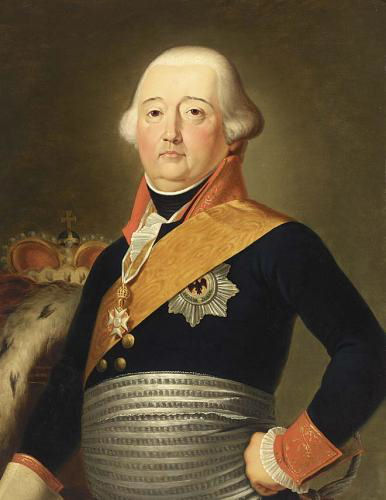
Ermanno di Hohenzollern-Hechingen.

26. Ermanno Maria Federico Ottone, principe di Hohenzollern-Hechingen (30 luglio 1751, Lockenhaus, Burgenland-2 novembre 1810, castello di Hechingen)
Padre: Francesco Saverio, conte di Hohenzollern-Hechingen (18 luglio 1720, Bayreuth-14 marzo 1765, Mouffrin, provincia di Namur)
Madre: Anna Maria Bernardina, contessa von u. Zu Hoensbroech (8 maggio 1729, Geulle-26 settembre 1798, castello di Geulle)
Matrimonio 1: (18 novembre 1773, Maastricht): Luisa Giuliana Costanza, contessa di Merode, Batenburg u. Oolen, marchesa di Westerloo (28 settembre 1748, Merode-14 novembre 1774, castello di Maastricht)
Figli:
- Principessa Luisa Giuliana Costantino di Hohenzollern-Hechingen (1 novembre 1774, Maastricht-7 maggio 1846, Glogow (Glogau))

Matrimonio 2: (15 febbraio 1775, Bruxelles): Maximilienne Albertina Giovanna, principessa di Gavre (30 novembre (1753/1755)-6 agosto 1778, Bruxelles (Bruxelles, Bruxelles))
Figli:
- Principe Federico Ermanno Ottone di Hohenzollern-Hechingen (22 luglio 1776, Namur-13 settembre 1838, castello di Lindich vicino a Hechingen)

Matrimonio 3: (12 giugno 1779, Dagstuhl): Maria Antonia Monica, contessa di Waldburg-Zeil-Wurzach (6 giugno 1753, Wurzach-25 ottobre 1814, Vienna)
Figli:
- Principessa Maria Antonia Filippina di Hohenzollern-Hechingen (8 febbraio 1781, Dagstuhl-25 dicembre 1831, L'Aia)
- Maria Teresia Francesca, principessa di Hohenzollern-Hechingen (11 agosto 1784, Dagstuhl-6 settembre 1784, Dagstuhl)
- Maria Francesca Teresia Carolina, principessa di Hohenzollern-Hechingen (19 gennaio 1786, Dagstuhl-1810)
- Maria Maximiliane Antonietta, principessa di Hohenzollern-Hechingen (3 novembre 1787, Wadern-30 marzo 1865, Baden presso Vienna)
- Giuseppina, principessa di Hohenzollern-Hechingen (14 maggio 1791, Hechingen-25 marzo 1856, Vienna)

27. Federico Ermanno Ottone, principe di Hohenzollern-Hechingen (22 luglio 1776, Namur-13 settembre 1838, castello di Lindich vicino a Hechingen)
Padre: Ermanno Maria Federico Ottone, principe di Hohenzollern-Hechingen (30 luglio 1751, Lockenhaus, Burgenland-2 novembre 1810, castello di Hechingen)
Madre: Maximilienne Albertina Giovanna, principessa di Gavre (30 novembre (1753/1755)-6 agosto 1778, Bruxelles (Bruxelles, Bruxelles))
Matrimonio 1: (26 aprile 1800, Praga): Luisa Paolina Maria Biron, principessa di Slesia-Sagan (19 febbraio 1782, Jelgava (Mitau); 8 gennaio 1845, Vienna)
Figli:
- Federico Guglielmo II Costantino, principe di Hohenzollern-Hechingen (20 febbraio 1801, castello di Sagan-3 settembre 1869, castello polacco di Nettkow vicino a Grünberg, Slesia)

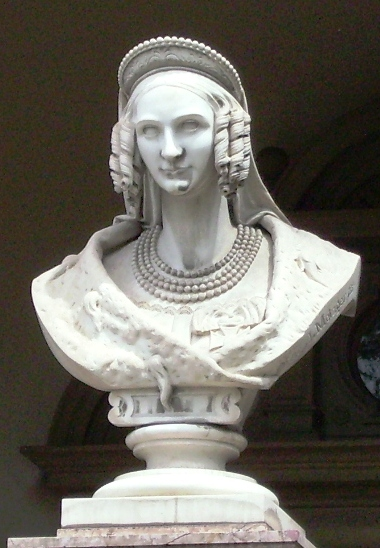
Principessa Eugenia.

28. Federico Guglielmo II Costantino, principe di Hohenzollern-Hechingen, l'ultimo principe (16 febbraio 1801, castello di Sagan-3 settembre 1869, castello polacco di Nettkow vicino a Grünberg, Slesia)
Padre: Federico Ermanno Ottone, principe di Hohenzollern-Hechingen (22 luglio 1776, Namur-13 settembre 1838, castello di Lindich vicino a Hechingen)
Madre: Luisa Paolina Maria Biron, principessa di Slesia-Sagan (19 febbraio 1782, Jelgava (Mitau)-8 gennaio 1845, Vienna)
Matrimonio 1: (22 maggio 1826, Eichstädt): Eugenia di Beauharnais, nipote del re bavarese Massimiliano I Giuseppe: in francese Eugénie Hortense Auguste Napoléone, principessa di Leuchtenberg (23 dicembre 1808, Milano-1 settembre 1847, Freudenstadt)
Matrimonio morganatico 2: (13 novembre 1850, Görlitz) Amalia Sofia Carolina Adelaide, contessa di Rothenburg (13 luglio 1832, Fürth presso Norimberga-29 luglio 1897, Wiesbaden)
Figli (non nella linea di successione):
- Frederica Guglielmina Elisabetta Amalia Adelaide, contessa di Rothenburg (13 febbraio 1852, Löwenberg-31 dicembre 1914, Dresda)
- Federico Guglielmo Carlo, conte di Rothenburg (19 febbraio 1856, Löwenberg-23 agosto 1912, Nettkow polacco, Slesia)
- Guglielmo Federico Luigi Gustavo, conte di Rothenburg (16 novembre 1861, Schönbühl, Suisse (Svizzera, Svizzera)-17 febbraio 1929, Dresda)

Quando la linea di Hechinger si estinse, Carlo Antonio di Hohenzollern-Sigmaringen si autoproclamò principe di Hohenzollern, la restrizione a Sigmaringen nel titolo fu abbandonata.